# زاغ أمريكي
الزاغ الأمريكي أو الزاغ قصير المنقار (الاسم العلمي: Corvus brachyrhynchos) هو نوع كبير من الطيور المنتمية لرتبة الجواثم من فصيلة الغرابيات. تستوطن الزيغان الأمريكية أغلب مناطق أمريكا الشمالية، وتُعتبر هذه الزيغان شديدة الشبه بالزيغان المقنعة وزيغان الجيف. وعلى الرغم من كون الزيغان الأمريكية والزيغان المقنعة متشابهة جداً في الحجم، والبنية والسلوك، إلا أن صوت الزاغ الأمريكي مختلف. ومع ذلك، لا تنتشر الزيغان الأمريكية مثل الزيغان المقنعة في أوراسيا.
يترواح طول الزيغان الأمريكية 40–50 سم (16–20 بوصة) من المنقار إلى الذيل، بينما تصل المسافة بين أطراف جناحيه مفرودين بين 27-34 سم، ويبلغ طول منقاره حوالي 5 سم، في حين أن طول ذيله يُمَثِّل 40% أي نصف الطول الإجمالي تقريباً، وتتراوح كتلته بين 300–600 غرام. وعادة ما يكون الذكور أكبر من الإناث. وهو يأكل البذور الزراعية كما أنه يفترس الضفادع والفئران والحيوانات الأخرى الصغيرة وبيض الطيور الأخرى ويعيش الزاغ من 7 إلى 8 سنوات، ويتميز بصيحته المدوية العالية، وأكثر الكلمات التي يرددونها هي "كاو–كاو–كاو".
الزاغ الأمريكي كله أسود، مع ريش بألوان قوس قزح. ويبدو شبيهاً كثيراً بالغرابيات السوداء الأخرى. ويمكن تمييز الزاغ الأمريكي عن الغراب المألوف بكون الزيغان الأمريكية هي أصغر من الزيغان السماكة وكذلك بأن الزيغان الأمريكية ليس لديها زغب في حلقها.
الزيغان الأمريكية منتشرة كثيراً، وهي أكثر عرضة لفيروس غرب النيل، مما يجعلها مفيدة كمؤشر حيوي لتتبع مدى انتشار الفيروس والقضاء عليه. حيث لم يُسمع بانتقال مباشر للفيروس من الزيغان الأمريكية إلى الإنسان وهو أمر غير محتمل.

## التصنيف
وُصِف الزاغ الأمريكي من قبل كريستيان لودفيغ بريم في سنة 1822. ويعني الاسم العلمي للزاغ الأمريكي Corvus brachyrhynchos (نقحرة: كورفوس براتشيرهينتشوس) حرفياً من اللغة اليونانية القديمة «الزاغ قصير المنقار»، حيث أن براتشي (βραχυ) تعني «قصير» ورهينتشوس (ρυνχος) «المنقار».
يشبه الزاغ الأمريكي الزاغ الشمالي الغربي (C. caurinus) جداً. فقد انفصل أسلافهم عن بعضهم خلال العصر الجليدي بسبب التجمد الذي عرفه غرب جبال الروكي. وهو يستوطن الغابات المطيرة الواقعة على المحيط الهادئ، لكن الزاغ الأمريكي يقطن مناطق أكثر. تُعتبر سياتل المنطقة الوحيدة التي يتواجد بها الزاغ الشمالي الغربي ولا يوجد بها الزاغ الأمريكي. يتشابه هذان النوعان في الكثير من الأشياء. لكن هناك فرق ملحوظ بينهما في الصوت.

### النويعات
تُوجد أربعة نوعيات من الزاغ الأمريكي، وهي تختلف من حيث الحجم وأشياء أخرى وتنتشر في مختلف أنحاء أمريكا الشمالية. وتنتشر الطيور الصغيرة في أقصى الغرب على الساحل الجنوبي.
- النويعة قصيرة المنقار: تعرف باسم الزاغ الشرقي (Corvus brachyrhynchos brachyrhynchos)، وهي النويعة النمطية، وتنتشر في شمال شرق الولايات المتحدة، وشرق كندا والمناطق المحيطة بها، وهي أكبر النويعات.
- النويعة الغربية: تعرف باسم الزاغ الغربي (Corvus brachyrhynchos hesperis). يمتد نطاق انتشارها عبر غرب أمريكا الشمالية باستثناء القطب الشمالي، وشمال غرب المحيط الهادئ وأقصى الجنوب.[11] هذه النوعية صغيرة عموماً وصوتها خافت.
- النويعة العابرة: تعرف باسم زاغ فلوريدا (Corvus brachyrhynchos pascuus)، تنتشر في ولاية فلوريدا. وهي متوسطة الحجم، وقصيرة، ذات ريش كثيف وساقين طويلتين.[11]
- النويعة الصغرى: تعرف باسم الزاغ الجنوبي (Corvus brachyrhynchos paulus). تنتشر في جنوب الولايات المتحدة. صغيرة عموماً، وساقاها أيضاً صغيرتان.[12]

## الوصف

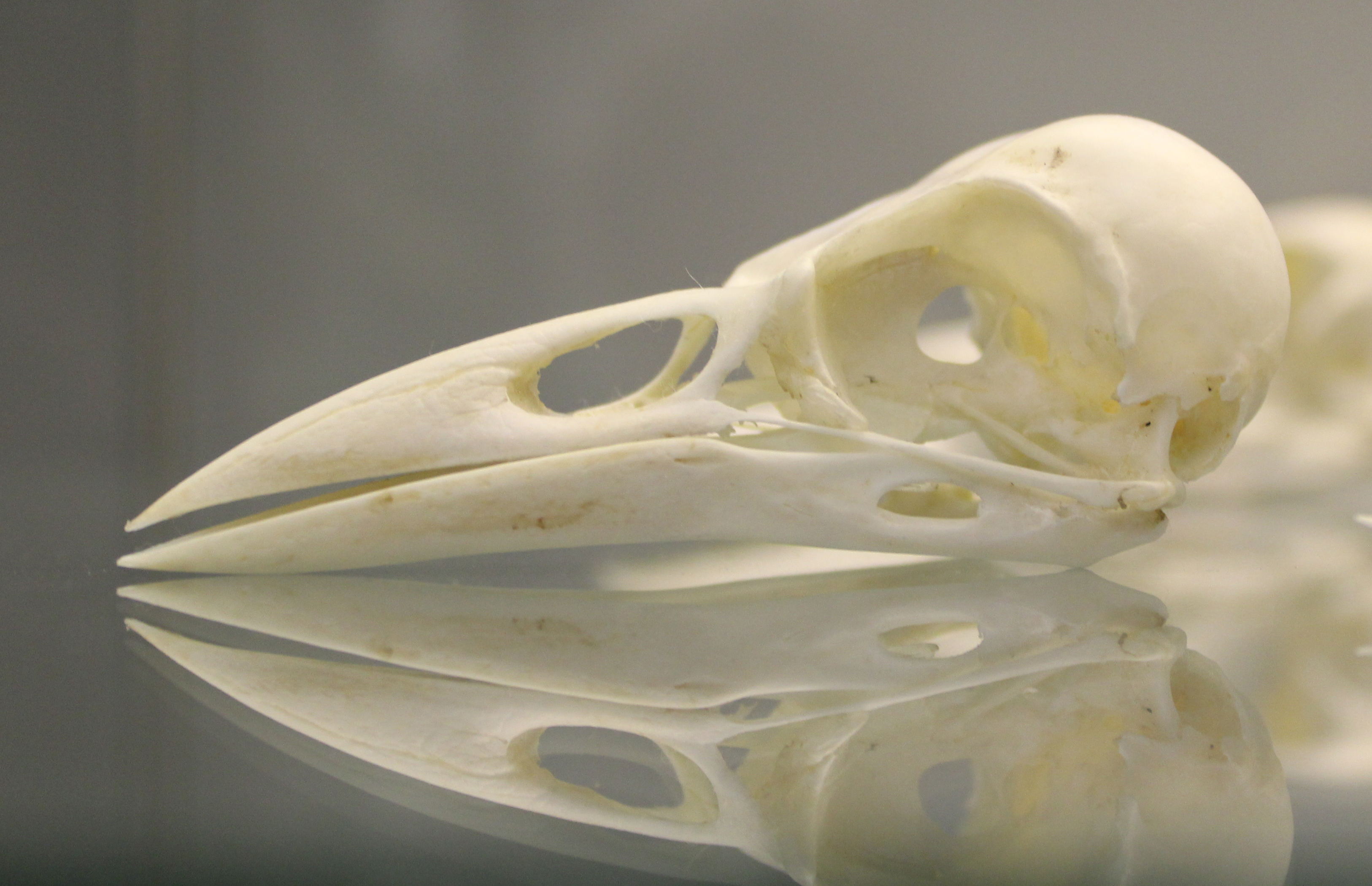
جمجمة الزاغ الأمريكي.

الزاغ الأمريكي هو طائر كبير ومميز مع ريش أسود قزحي اللون يغطي كامل جسمه، وهو نفس لون منقاره وساقيه وقدميه. يتراوح طوله ما بين 40 و53 سم (16-21 بوصة)، ويمثل ذيله نسبة 40% من هذا الطول، أما طول وتر جناحه فيتراوح ما بين 24.5 و33 سم (9.6 إلى 13.0 بوصة)، بحيث يبلغ مدى جناحيه ما بين 85 و100 سم (33 إلى 39 بوصة)، في حين أن طول منقاره الأسود يصل إلى ما بين 3 و5.5 سم (1.2 إلى 2.2 بوصة)، ويتباين هذا الطول بشدة حسب موطن الطائر، وطول رصغه ما بين 5.5 و6.5 سم (2.2 إلى 2.6 بوصة) وأما ذيله فيبلغ ما بين 13.5 و19 سم (5.3 إلى 7.5 بوصة)، وتُقَدَّر كتلته بحوالي 316 إلى 620 غرام (11.1 إلى 21.9 أوقية). وغالباً ما تكون ذكور الطائر أكبر حجماً من الإناث.

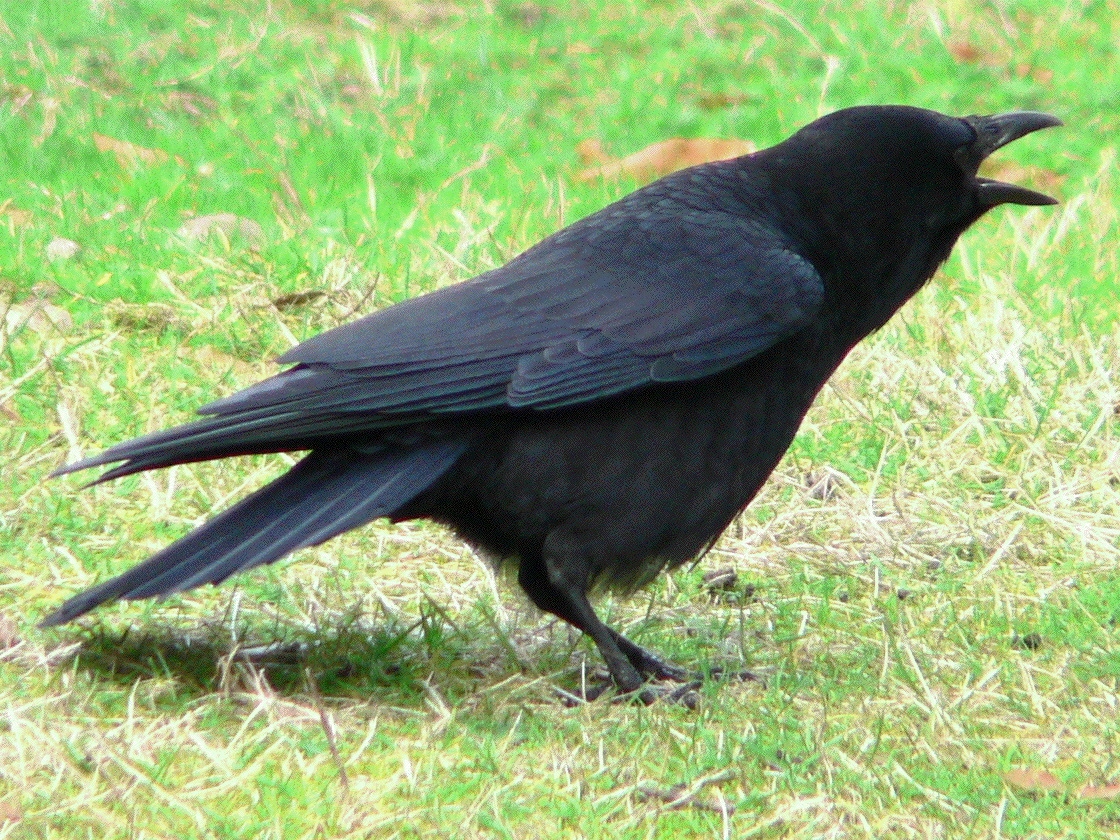
زاغ أمريكي يطلق صيحته.

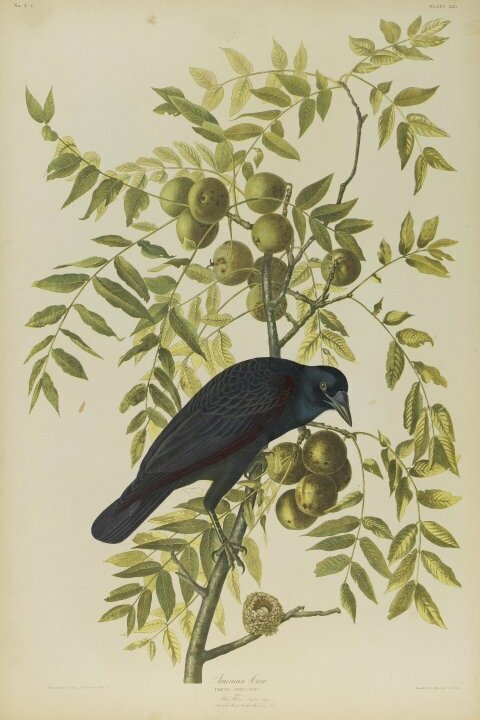
متحف بروكلين - الزاغ الأمريكي - جون أودوبون.

النداء الأكثر شيوعاً للزاغ الأمريكي هو نعيب عالي الصوت وسريع وقصير "كاو-كاو-كاو". وعادةً ما يقوم الطائر بدفع رأسه إلى الأعلى والأسفل عندما يؤدي هذا النداء. كما يمكن للزاغ الأمريكي أيضاً أن يُصدر مجموعة واسعة من الأصوات وأحياناً يقوم بتقليد الضوضاء التي تُصدرها الحيوانات الأخرى، بما في ذلك الطيور الأخرى.
ويكون التمييز البصري بين الزاغ الأمريكي والزاغ السماك صعب للغاية وغالباً ما يكون غير دقيق. لكن مع ذلك فهناك اختلافات بصرية بينهما بغض النظر عن الحجم. حيث أن غربان السمك عادة ما تمتلك مناقير وأقدام أنحف. ويوجد لديها أيضاً انعقاف حاد وصغير في منقارها العلوي. كما تبدو غربان السمك أيضاً كما لو كان لديها سيقان أقصر عند المشي. بالإضافة إلى ذلك فإنها تقوم بتحديب وتزغيب ريش العنق بشكل مثير عند النداء.
أما عن تقديرات طول المسافة التي تحلقها الزيغان الأمريكية فهي ليست دقيقة وغير موثوق بها، ونفس الشيء ينطبق أيضاً على الغربان التي تشبهها كالغراب المألوف وخصوصاً تلك التي لديها ذيل على شكل معين ورأس كبير. كما تمتلك هذه الزيغان زغب في حلقها وريش مثل غربان السمك.
يبلغ متوسط عمر الزاغ الأمريكي 7-8 سنوات. أما الطيور المسجونة من قبل الإنسان فيمكن أن تعيش حتى 30 سنة.

## التوزيع والموطن
يمتد نطاق انتشار الغربان الأمريكية من المحيط الهادئ إلى المحيط الأطلسي في كندا، ومن جزر سان بيير وميكلون الفرنسية، إلى جنوب الولايات المتحدة، ومن هناك إلى شمال المكسيك. وقد ساهمت الزيادة الكبيرة في عدد الأشجار في جميع أنحاء السهول العظمى خلال القرن الماضي بفضل إخماد الحرائق وزراعة الأشجار في توسيع نطاق انتشار الغربان الأمريكية، فضلاً عن توسع نطاق انتشار طيور أخرى كثيرة. يكثر تواجد الزاغ الأمريكي في المناطق التي ينتشر فيها، غالباً في الأراضي الزراعية والحدائق والغابات كما يمكن إيجاده في أي مكان في البلدات والمدن الكبرى التي يسكنها؛ ولا يوجد هذا الأخير فقط في الغابات المطيرة الواقعة بالقرب من المحيط الهادئ وتندرا حيث ينتشر هناك الغراب المألوف. يُقيم هذا الزاغ دائماً في معظم مناطق الولايات المتحدة الأمريكية، ولكن معظم الغربان الأمريكية الموجودة في كندا تُهاجر جنوباً في فصل الشتاء. خارج هذه الفترة، تجتمع أعداد كبيرة من هذه الطيور في كثير من الأحيان (الآلاف أو حتى الملايين) في الليل في أماكن محددة.
وقد تم تسجيل وجود الغربان الأمريكية في برمودا من 1876 فصاعداً.

## السلوك

### الغداء
النظام الغذائي للزاغ الأمريكي هو النظام القارت. حيث أنه يقتات على جميع أنواع اللافقاريات، الحيوانات الميتة، بقايا طعام الإنسان، البذور والبيض والصقور الصغيرة التي لا تستطيع الطيران، والأسماك الموجودة على الشاطئ ومختلف الحبوب. تفترس الغربان الأمريكية كذلك الفئران، الضفادع، وغيرها من الحيوانات الصغيرة. في فصل الشتاء والخريف، تتغذى الغربان الأمريكية كثيراً على المكسرات والجوز. كما تأكل أيضاً من طعام مغذيات الطيور، وهي أداة توضع على شُرفات المنازل أو على منصّاتها، أو في الحدائق، قصد إطعام الطيور القاطنة على مَقربة من البشر. وتُعد الغربان الأمريكية واحدة من الطيور القليلة فقط التي لوحظ عنها استخدامها لأدوات خاصة بها للحصول على الغذاء.
مثل معظم الغربان والزيغان، فإن الزاغ الأمريكي حيوان قمّام إذ يقوم بالبحث في حاويات القمامة، من أجل الحصول على الطعام. وتُعتبر كل من الذرة والقمح والحبوب الأخرى الغذاء المفضل لدى الغربان الأمريكية. تاريخياً، شكَّل هذا الأمر مصدر إزعاج للمزارعين. ومع ذلك، فقد كان المزارعون يقتلون أي طائر يشبه الزاغ الأمريكي بواسطة المبيدات الحشرية لمنع ضرر المحاصيل. لكن نظراً للعدد الكبير من الغربان الأمريكية، فضلاً عن نطاق انتشارها الواسع، جعلها غير مهددة بالانقراض.

### التكاثر

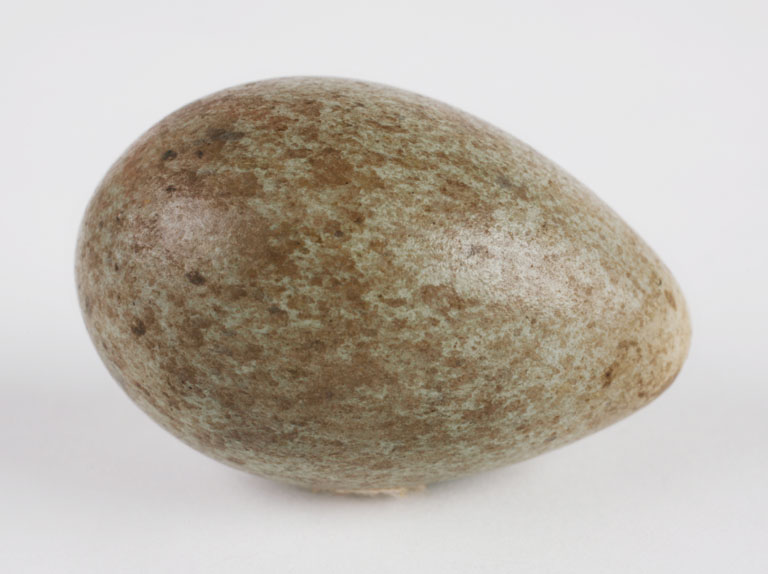
بيضة زاغ أمريكي، في متحف الأطفال في إنديانابوليس.

الغربان الأمريكية هي نتاج لزواج أحادي اجتماعي مع تربية تعاونية للطيور. تشكل الأزواج أسرة كبيرة يصل عدد المنتمين إليها حتى 15 فرداً بعد موسم التربية. عادة ما يبقى المنتمون السابقون لمدة قصيرة للمساعدة في تربية الغربان الصغار. لا تتجاوز مدة تربية الغربان الأمريكية سنتين. معظمها لا تترك عشها حتى تمر أربع إلى خمس سنوات.
يبدأ موسم وضع البيض في وقت مبكر، وتضع بعض الطيور البيض في أوائل أبريل. تبني الغربان الأمريكية أعشاشاً ضخمة فوق الأشجار، لكن في بعض الأحيان أيضاً فإنها تبنيها فوق الشجيرات الكبيرة، وفي حالات نادرة جداً على الأرض. أغلب الأعشاش تكون على الأشجار، بما في ذلك التي تنتمي إلى فصيلة المخروطيات، على الرغم من أن الأنواع الأخرى كالسنديان هي الأكثر استخداماً. تضع الغربان الأمريكية من ثلاثة إلى ستة بيضات وتحضنها 18 يوماً. وعادة ما ينبت الريش لديها بعد مرور 36 يوماً عن الفقس. تُفترس الغربان الأمريكية في المقام الأول في موقع العش والبيض وكثيراً ما تؤكل الغربان الصغيرة منها بواسطة الثعابيين والراكون والغداف والقطط المحلية. أما بالنسبة للغربان البالغة فإن معدل افتراسها أقل بكثير لكنهم يواجهون هجوماً محتملاً من قبل البومة القرناء الكبيرة والباز أحمر الذيل والشاهين والعقاب. وقد تتعرض الغربان الأمريكية لهجوم من قبل الحيوانات المفترسة مثل القيوط أو الوشق الأحمر عند تغذيها على الجيفة وذلك في حالة كونه غير حذر أو غافل إلا أن هذه الحالة نادرة الحدوث.

### فيروس غرب النيل
تستسلم الغربان الأمريكية بسهولة عند إصابتها بفيروس غرب النيل. وكان هذا الفيروس في الأصل فيروساً أفريقياً ينقله البعوض ويسبب التهاب الدماغ لدى البشر والماشية منذ حوالي 1000 ميلادية. وقد أُدخل هذا الأخير عن طريق الخطأ إلى أمريكا الشمالية في عام 1999، على إثر وصول مسافر جوي كان قد أُصيب بالفيروس عن طريق عض البعوض. وتُشير التقديرات إلى أن عدد أفراد الغربان الأمريكية قد انخفض بنسبة تصل إلى 45٪ منذ عام 1999. وعلى الرغم من هذا الانخفاض إلا أن هذا النوع من الغربان يُعتبر غير مهدد بالانقراض. وينتشر هذا المرض بكثرة في الظروف شبه الإستوائية التي تُشجع على تكاثر نواقل البعوض التي من بينها جنس «تاركاليس كوليكس» (Culex tarsalis) هو الأكثر أهمية. وتُعد معدلات الوفيات عند الغربان الأمريكية أعلى من المعدلات عند الطيور الأخرى، مما يتسبب في خسائر للأفراد المحليين تصل إلى 72٪ في موسم واحد. وبسبب هذا، فإن الغربان الأمريكية هي مؤشرات بيولوجية تُشير إلى وجود فيروس غرب النيل في منطقة ما. كما أن هذه الغربان لا تستطيع نقل هذا الفيروس إلى البشر مباشرة.

### الحالة والحماية
يتم قتل أعداد كبيرة من الغربان من قبل الإنسان، من أجل الترفيه أو كجزء من حملات كثيرة للقضاء عليه.
أما بالنسبة للغربان الأمريكية فهي محمية دولياً بموجب قانون معاهدة الطيور المهاجرة لعام 1918. وعلى الرغم من محاولات الإنسان في بعض المناطق التخلص أو القضاء على هذه الطيور، فإنها لا تزال منتشرة جداً. وتُقدِّر جمعية الطيور العالمية عدد الغربان الأمريكية بحوالي 31,000,000. ويقول عدد كبير من السكان أن الغربان الأمريكية تشكل تهديداً صغيراً عليهم، فيما لا تشكل الأنواع الأخرى أي خطر.

## معرض صور

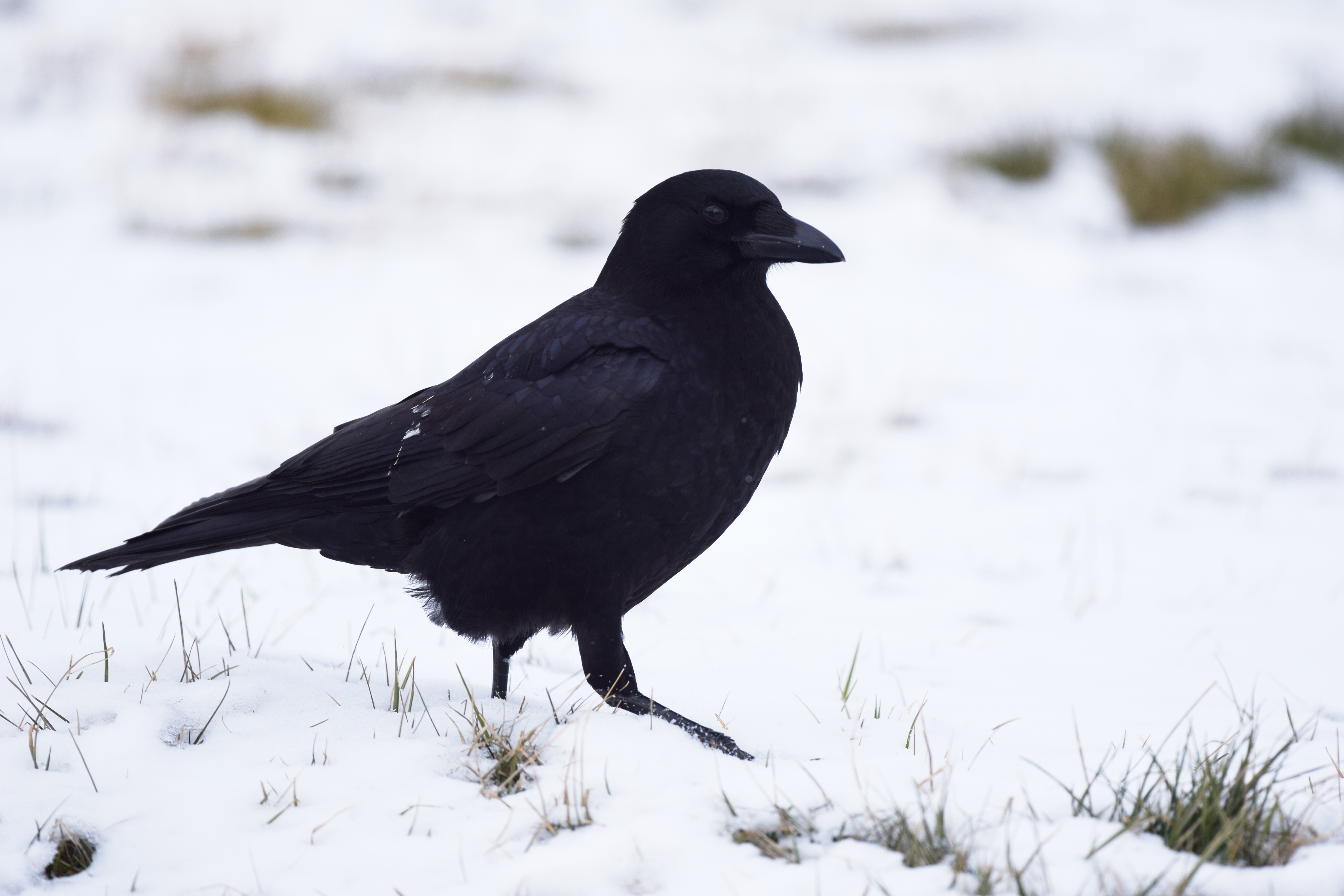
زاغ أمريكي في حديقة كارونديليت.
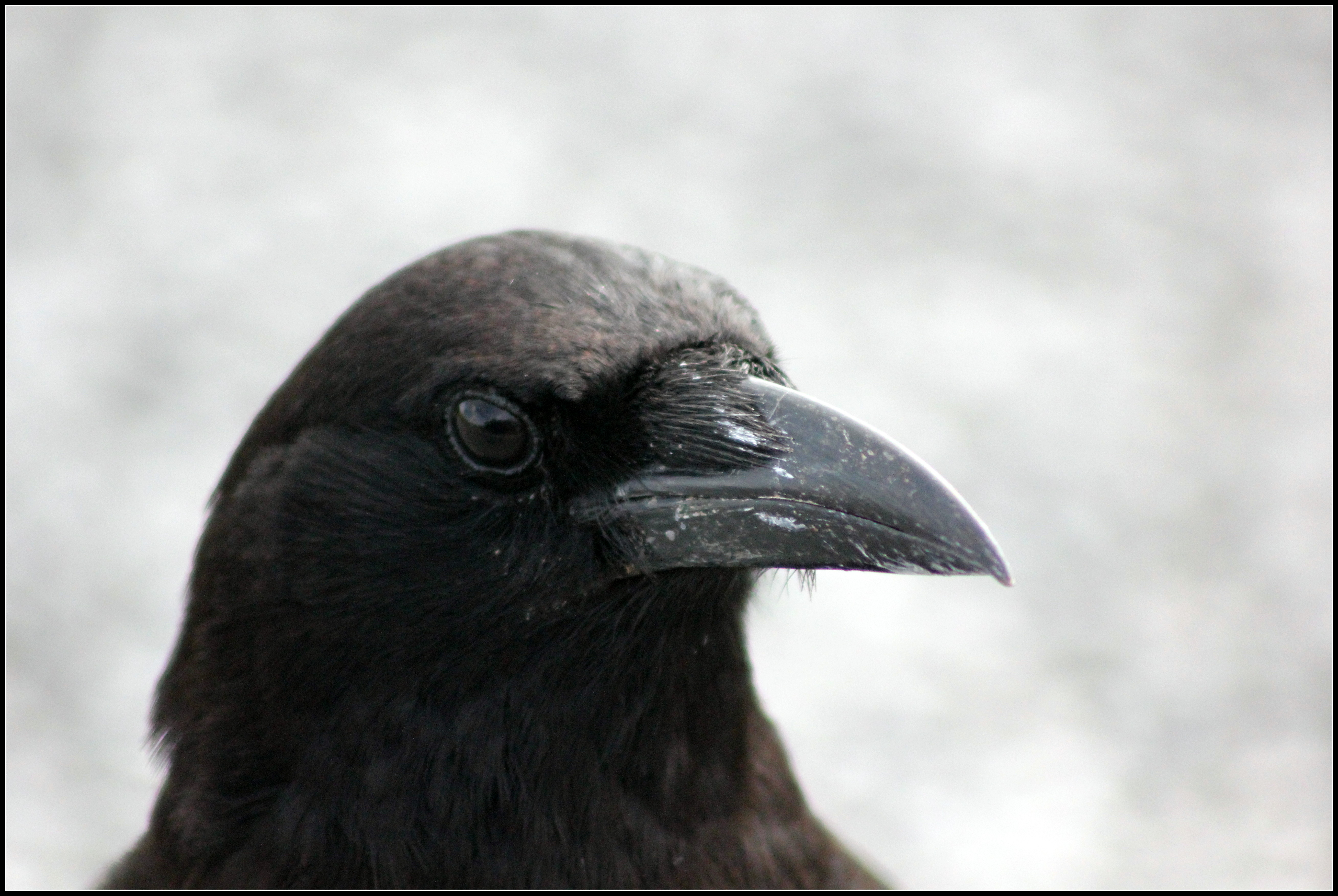
صورة مقربة لرأس الغراب الأمريكي.
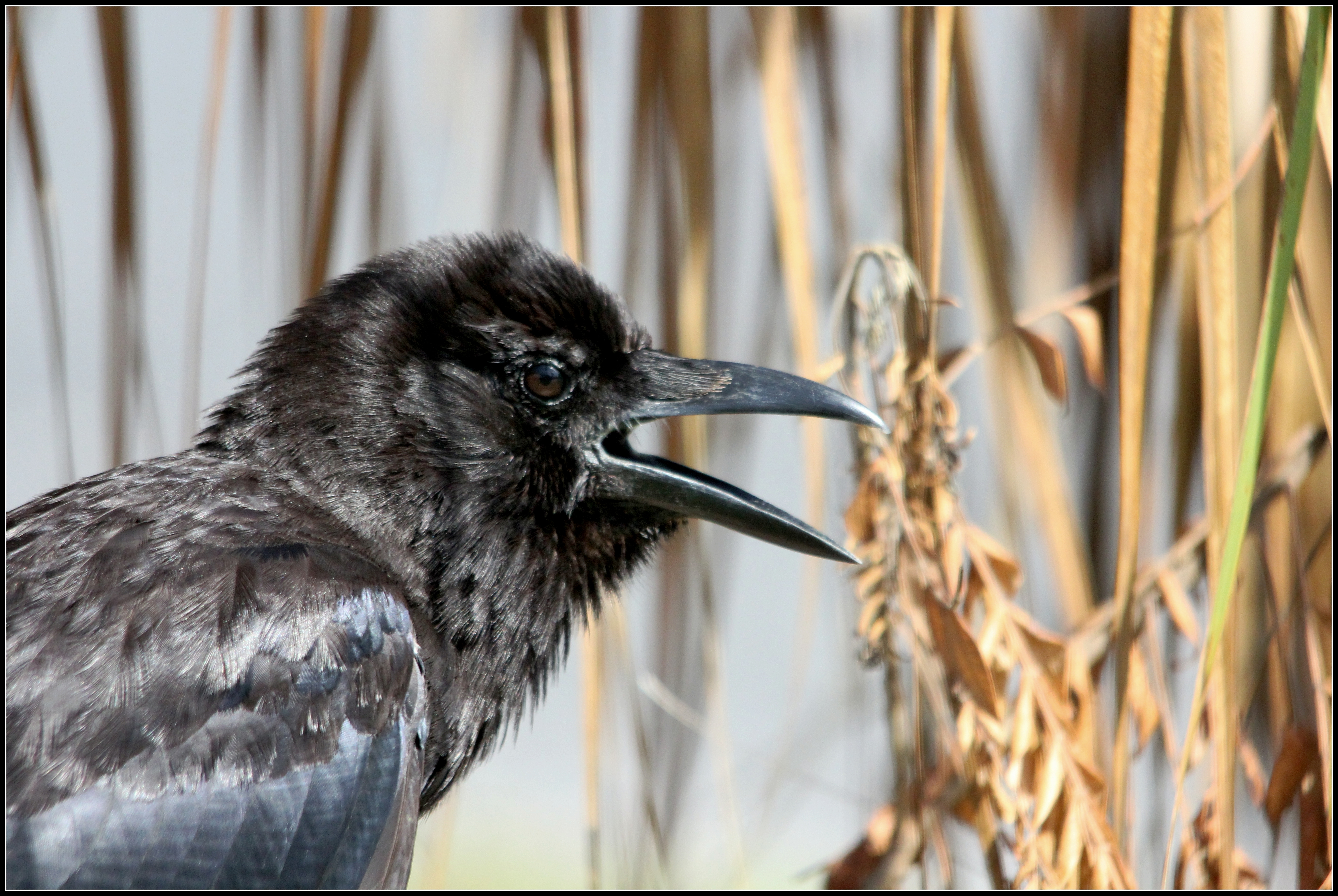
زاغ أمريكي يتغذى.
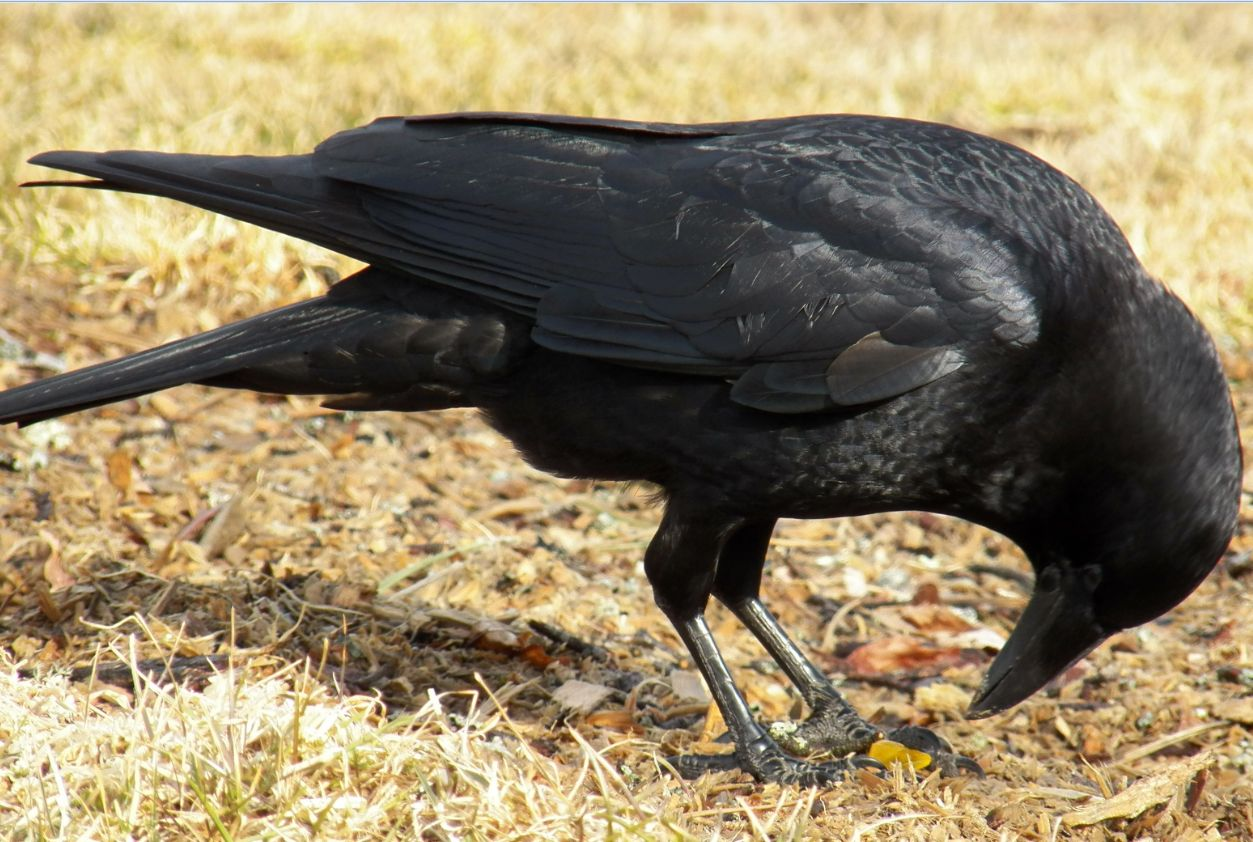
زاغ أمريكي يتغذى
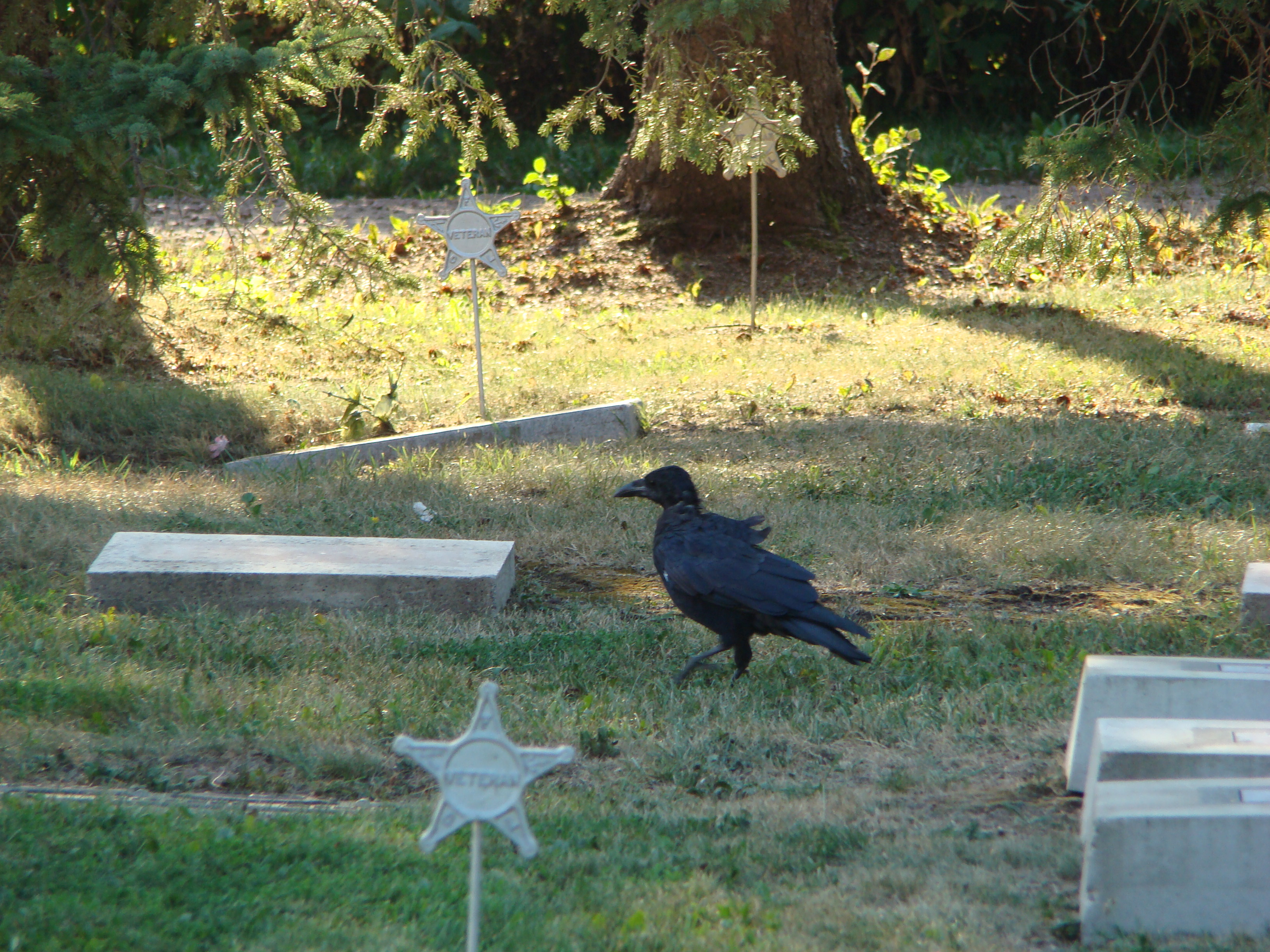
زاغ أمريكي في سانت جوزيف كاميتري، لا بوينت (ويسكونسن)، الولايات المتحدة.
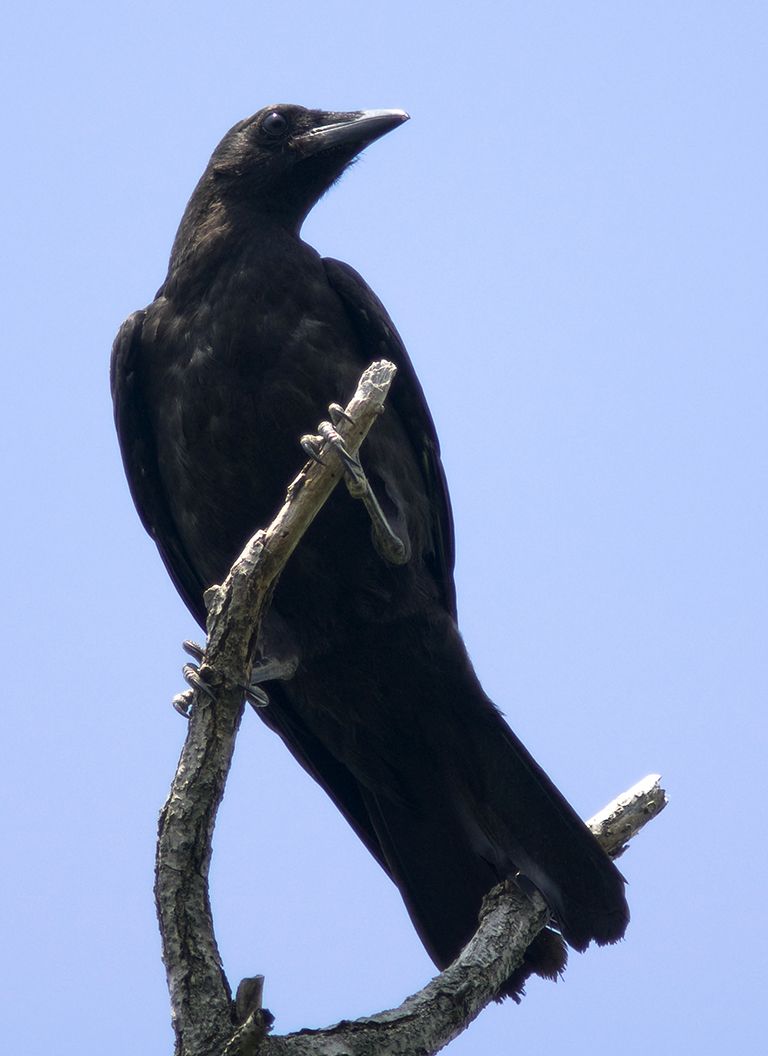
زاغ أمريكي في حديقة باتري في القر القديم في الولايات المتحدة.
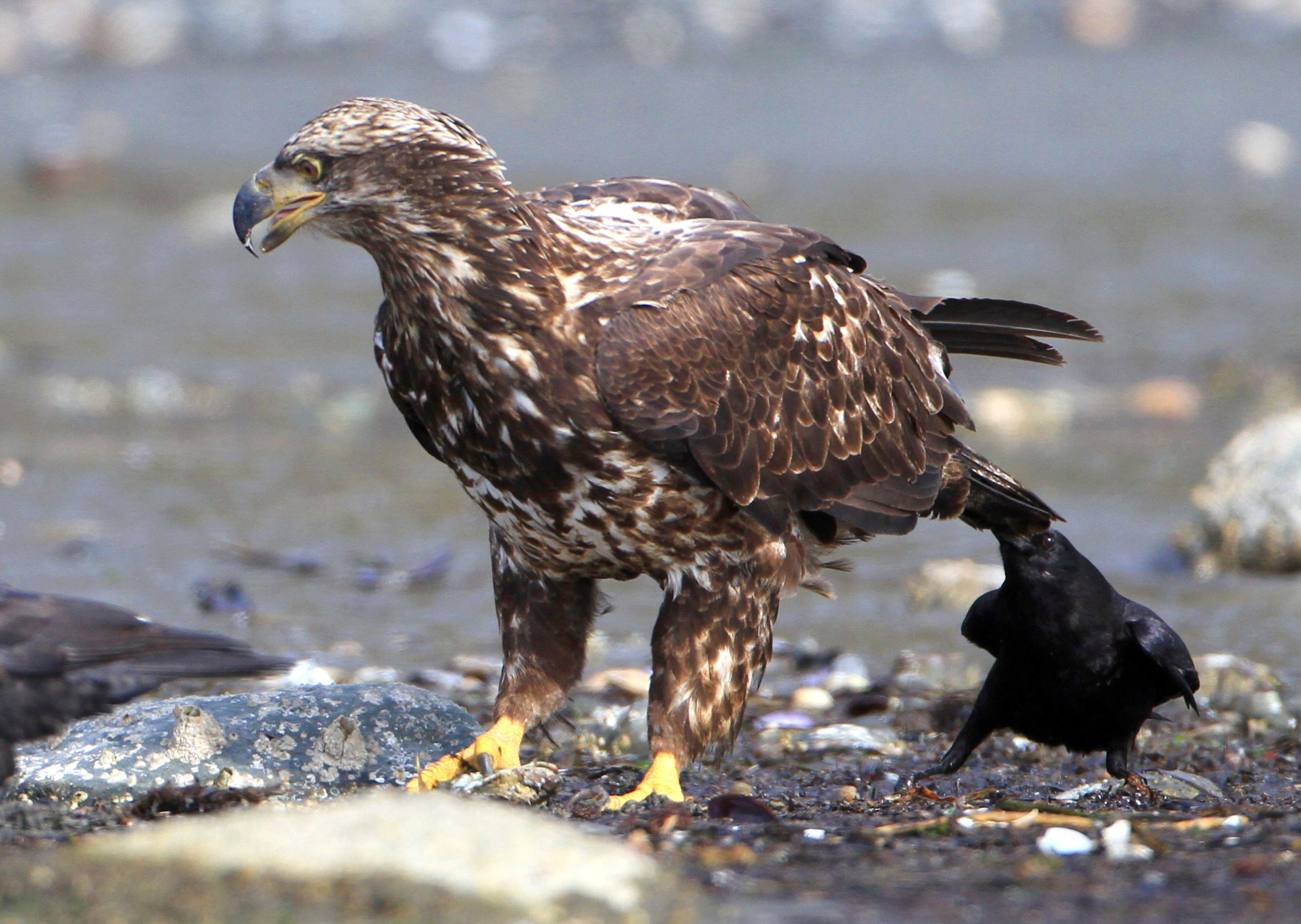
زاغ أمريكي يسحب ريش ذيل نشر أصلع غير ناضج في ديلتا (كولومبيا البريطانية)، كندا.
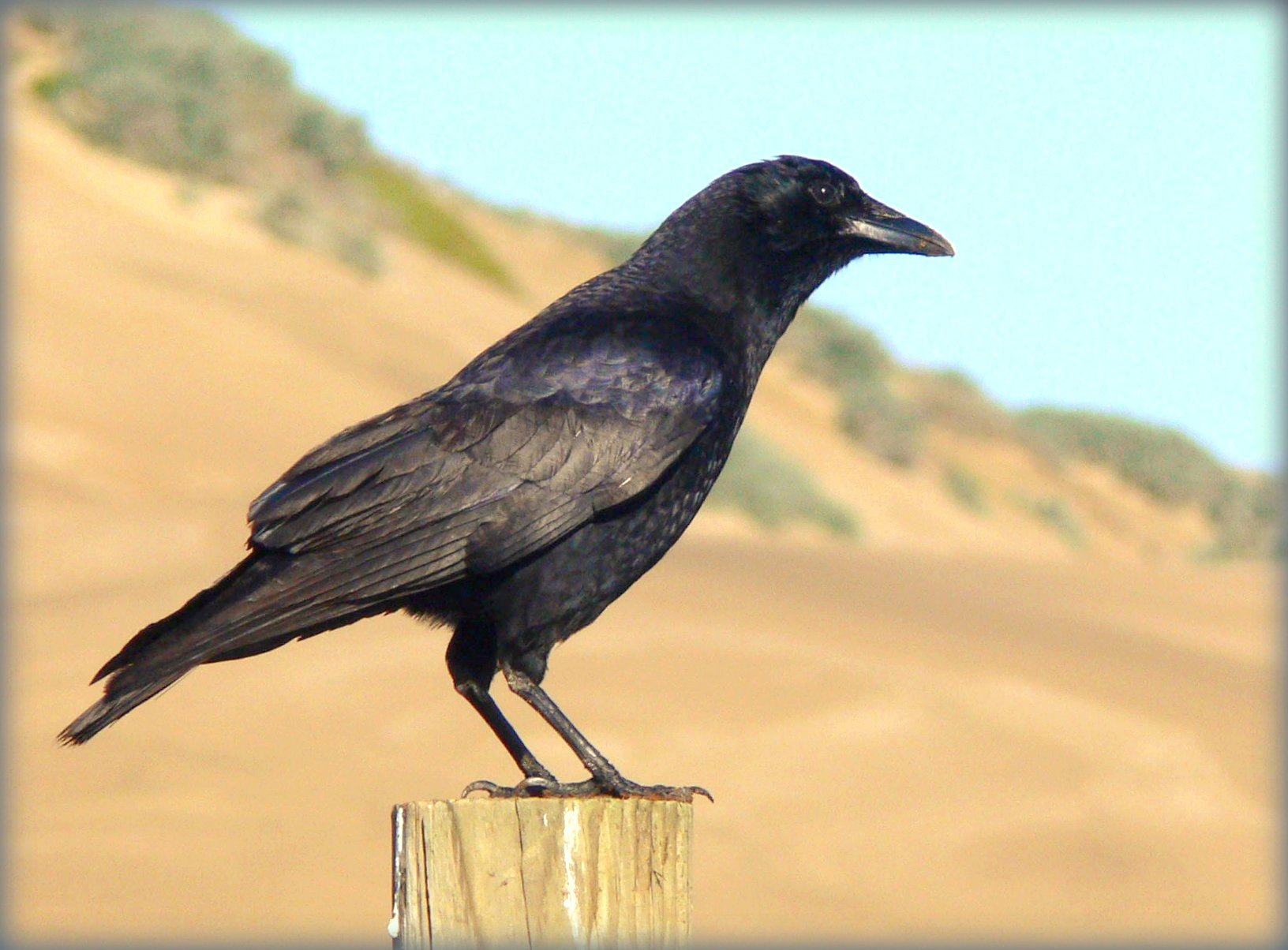
زاغ أمريكي قرب شارك إنليت، لوس أوسوس، كاليفورنيا، الولايات المتحدة.
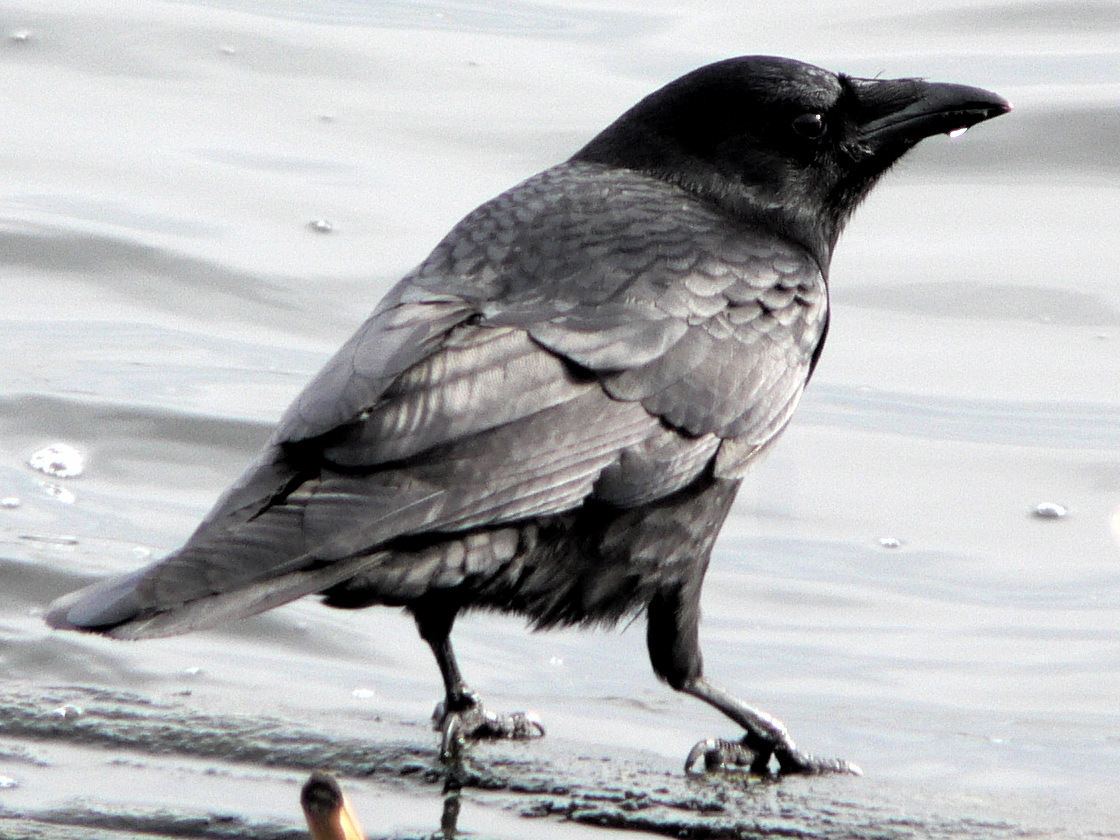
زاغ أمريكي على خليج شاطئ الاتحاد (سياتل).
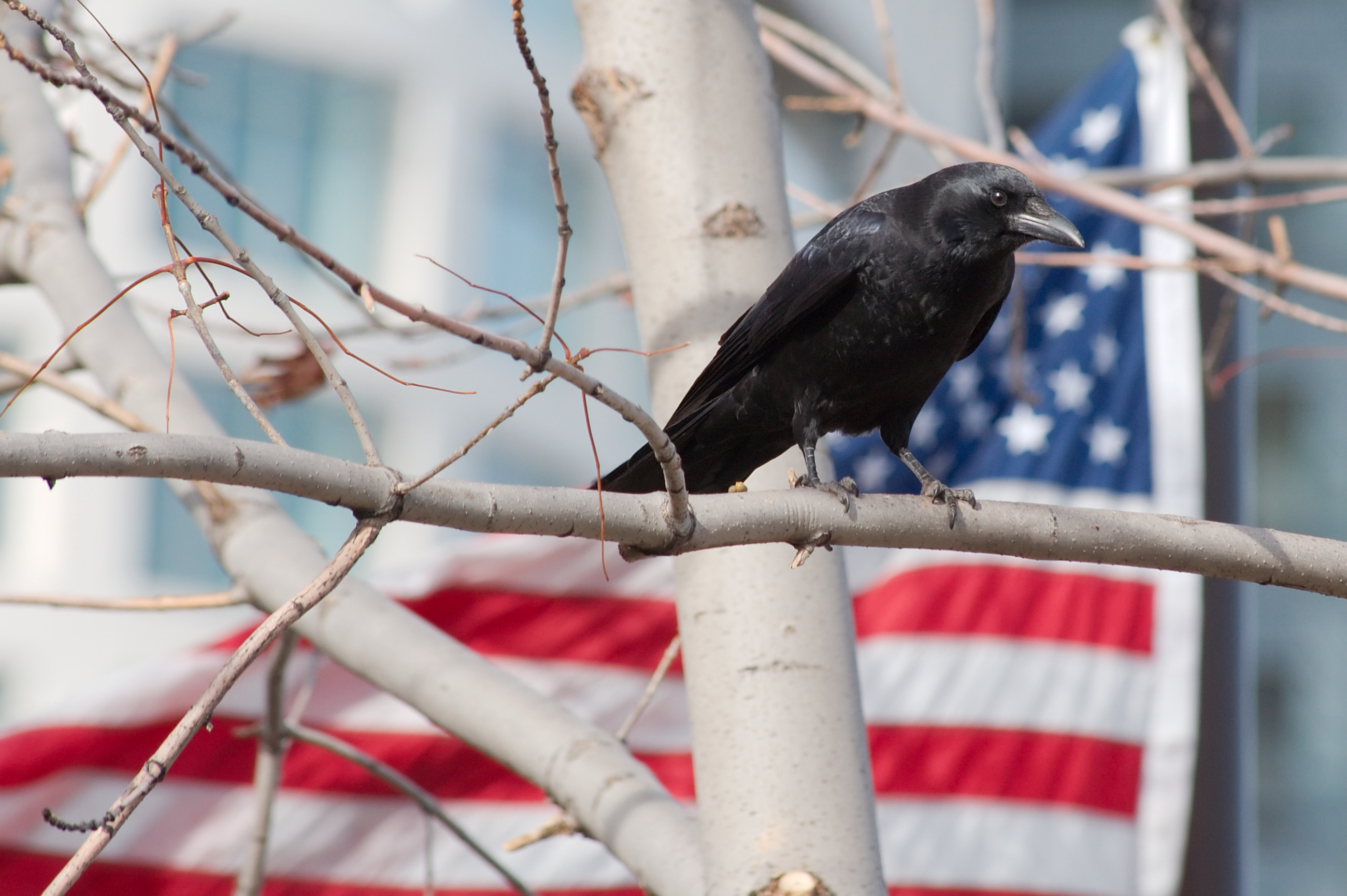
زاغ أمريكي في ميلواكي (ويسكونسن).
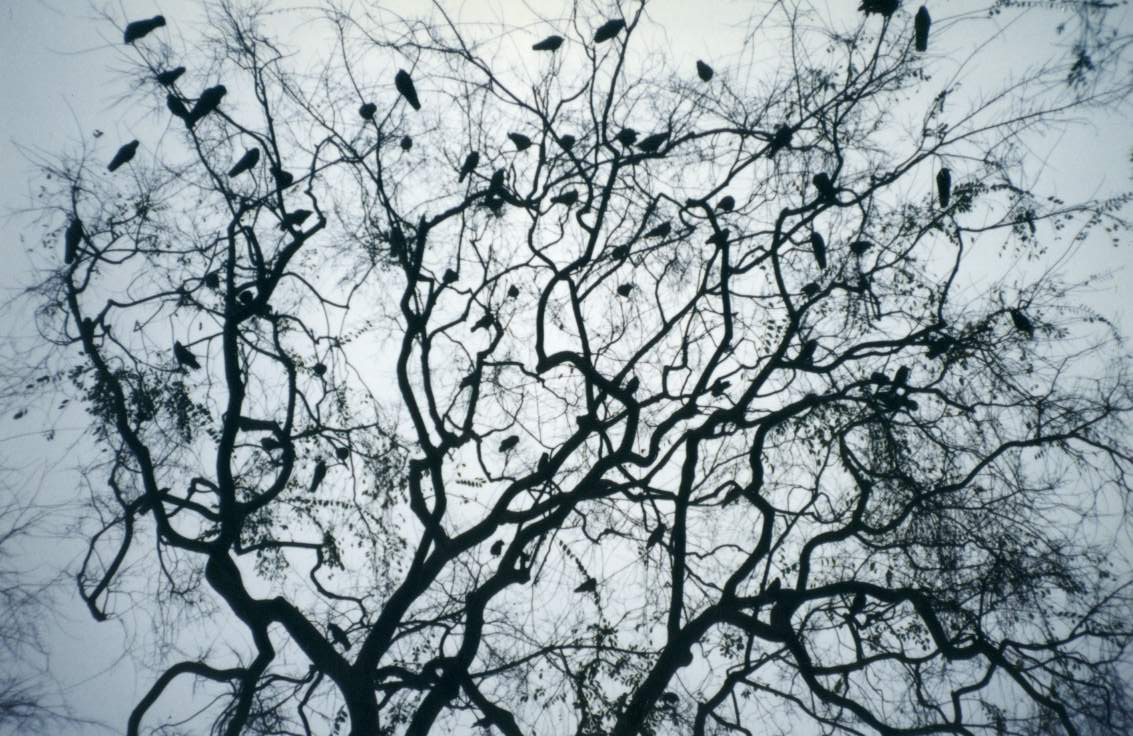
مجموعة من الزيغان الأمريكية فوق شجرة.
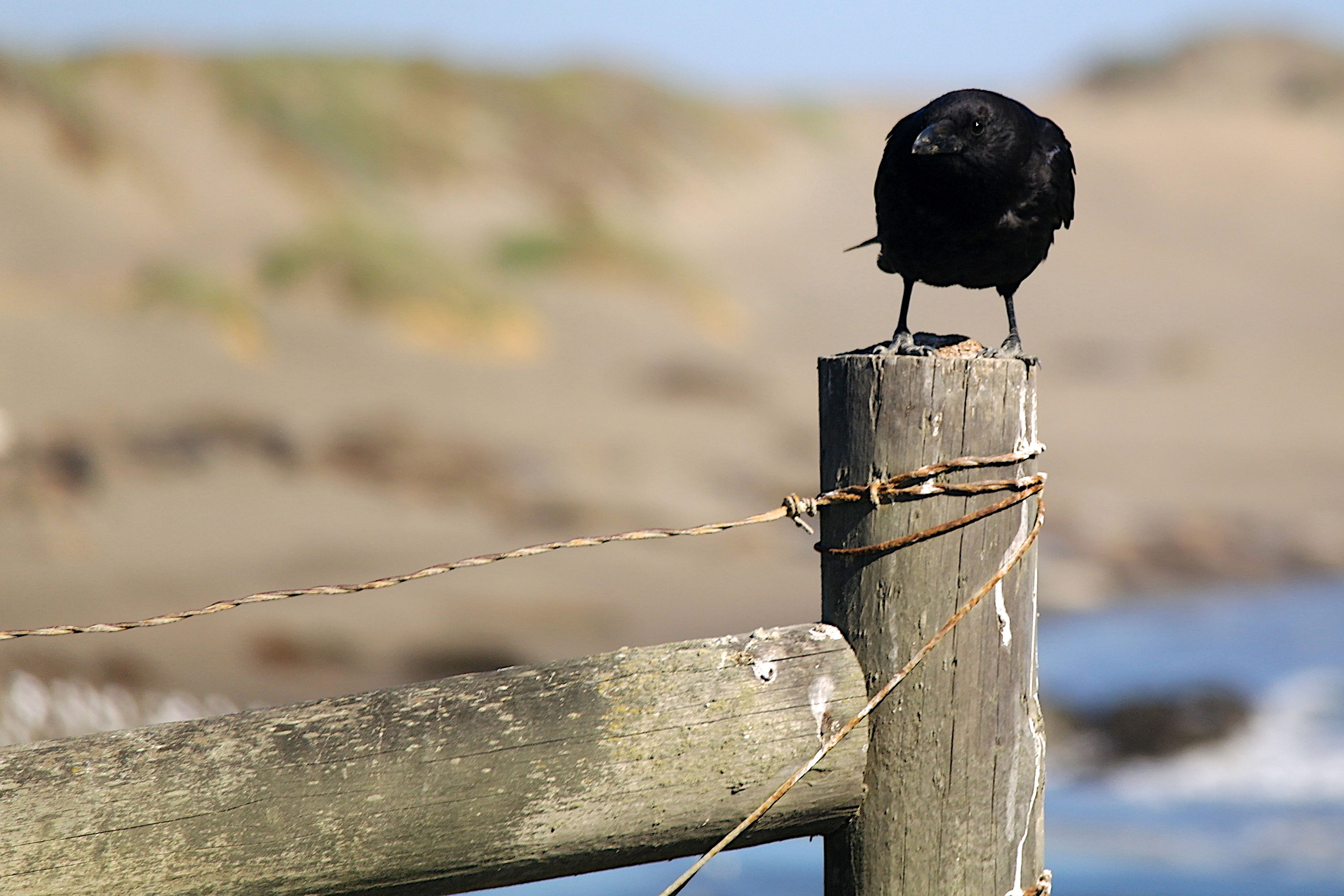
زاغ أمريكي في كاليفورنيا.
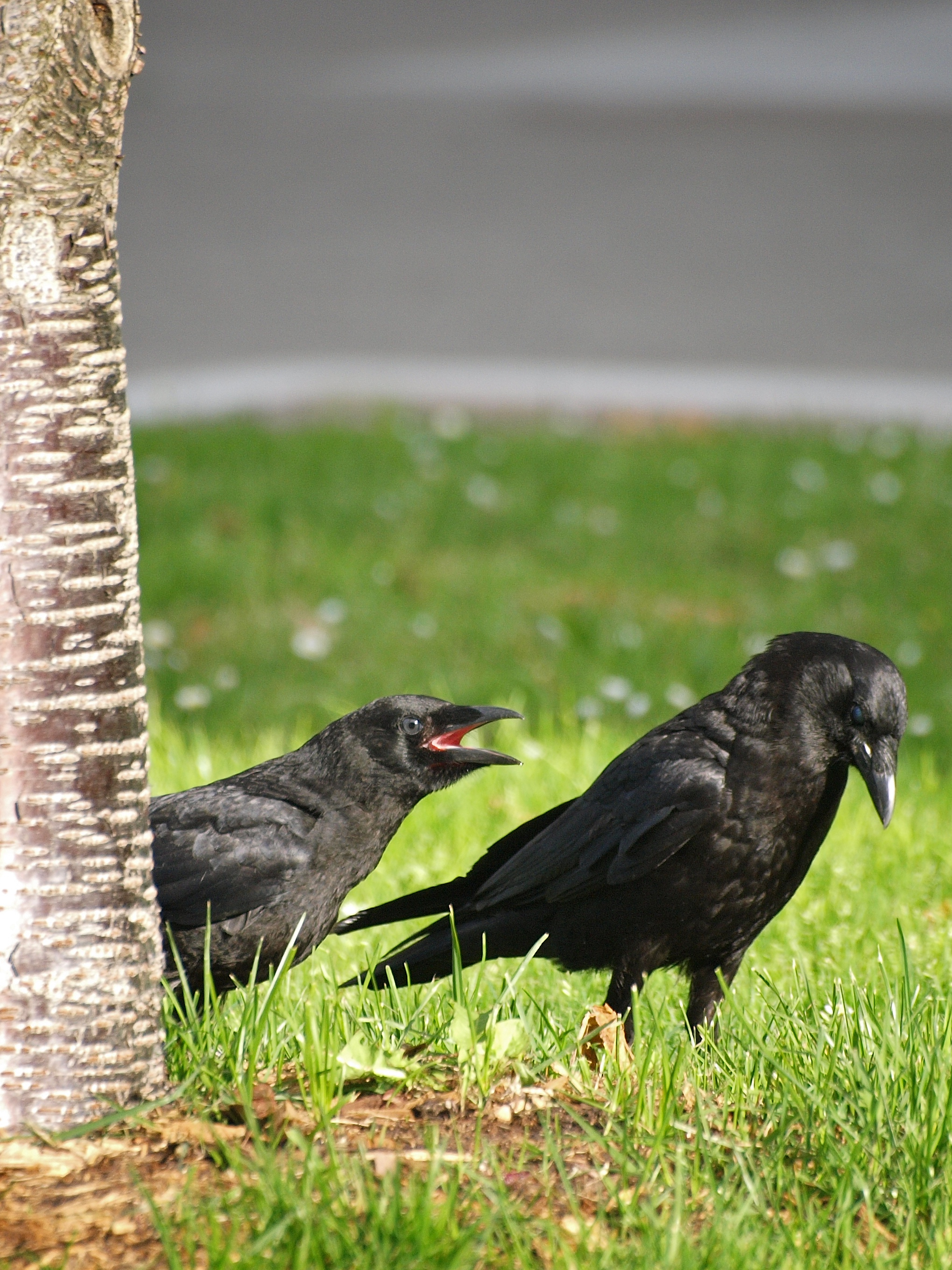
زاغان أمريكيان.
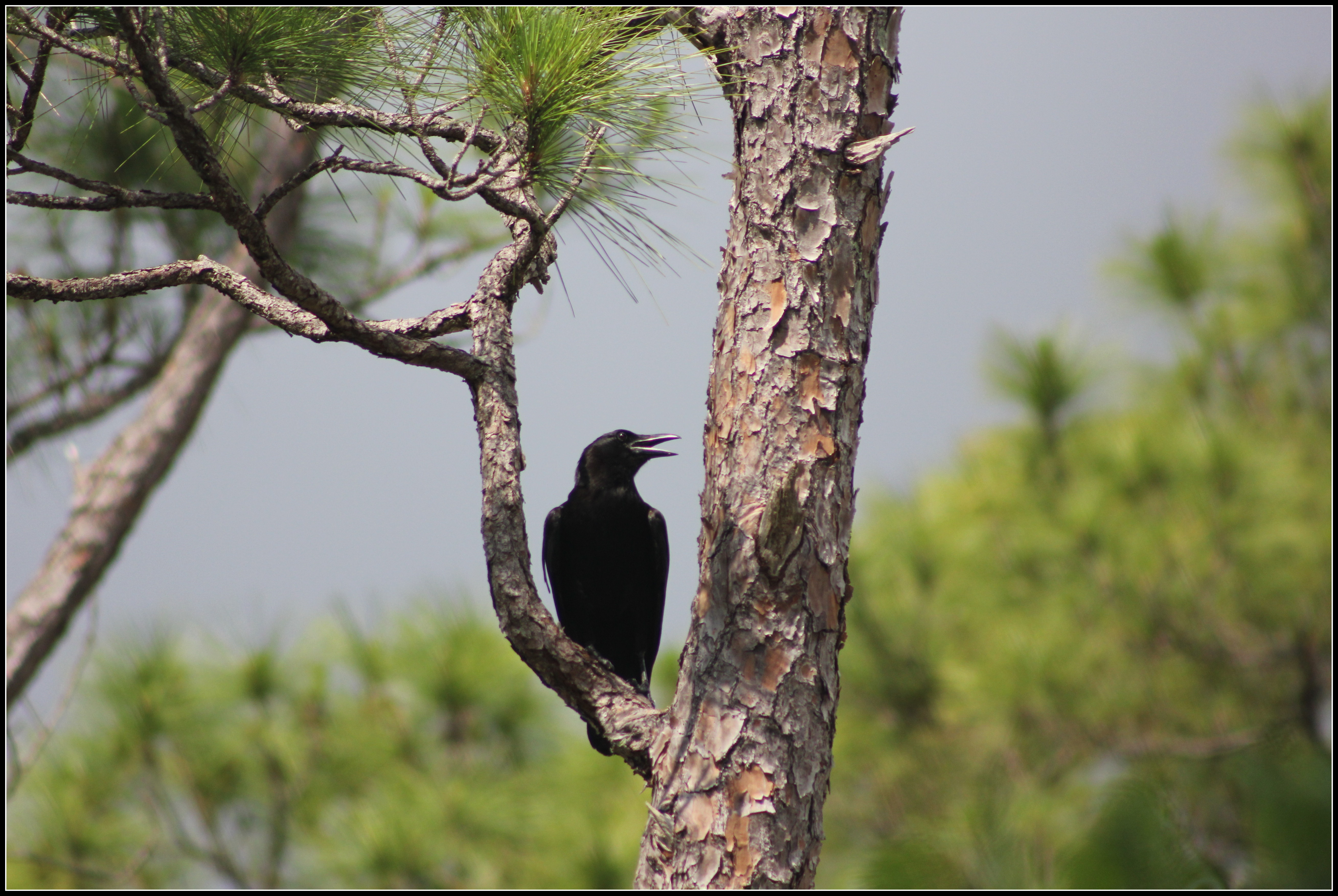
على شجرة صنوبر.
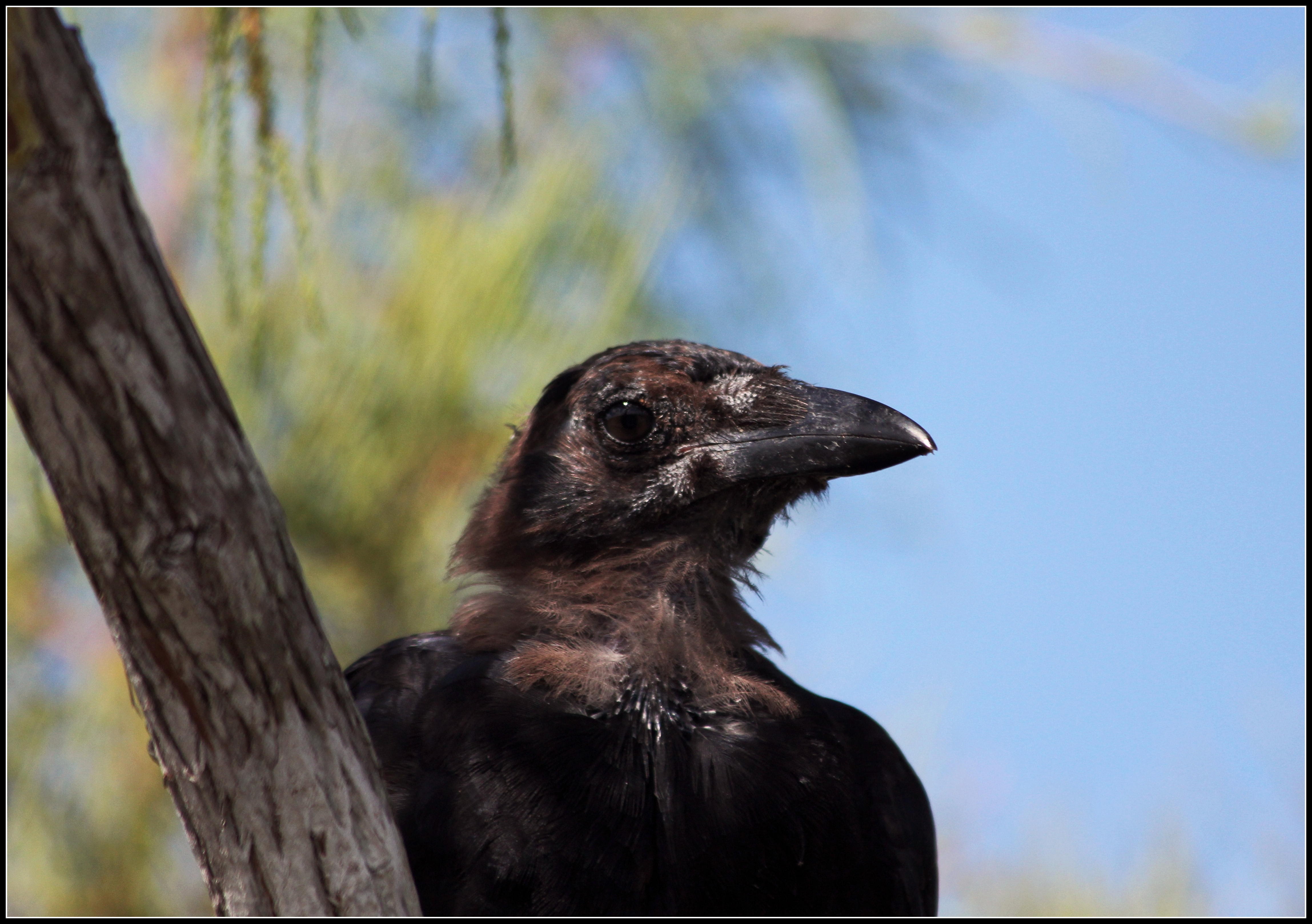
صورة مقربة للزاغ الأمريكي.
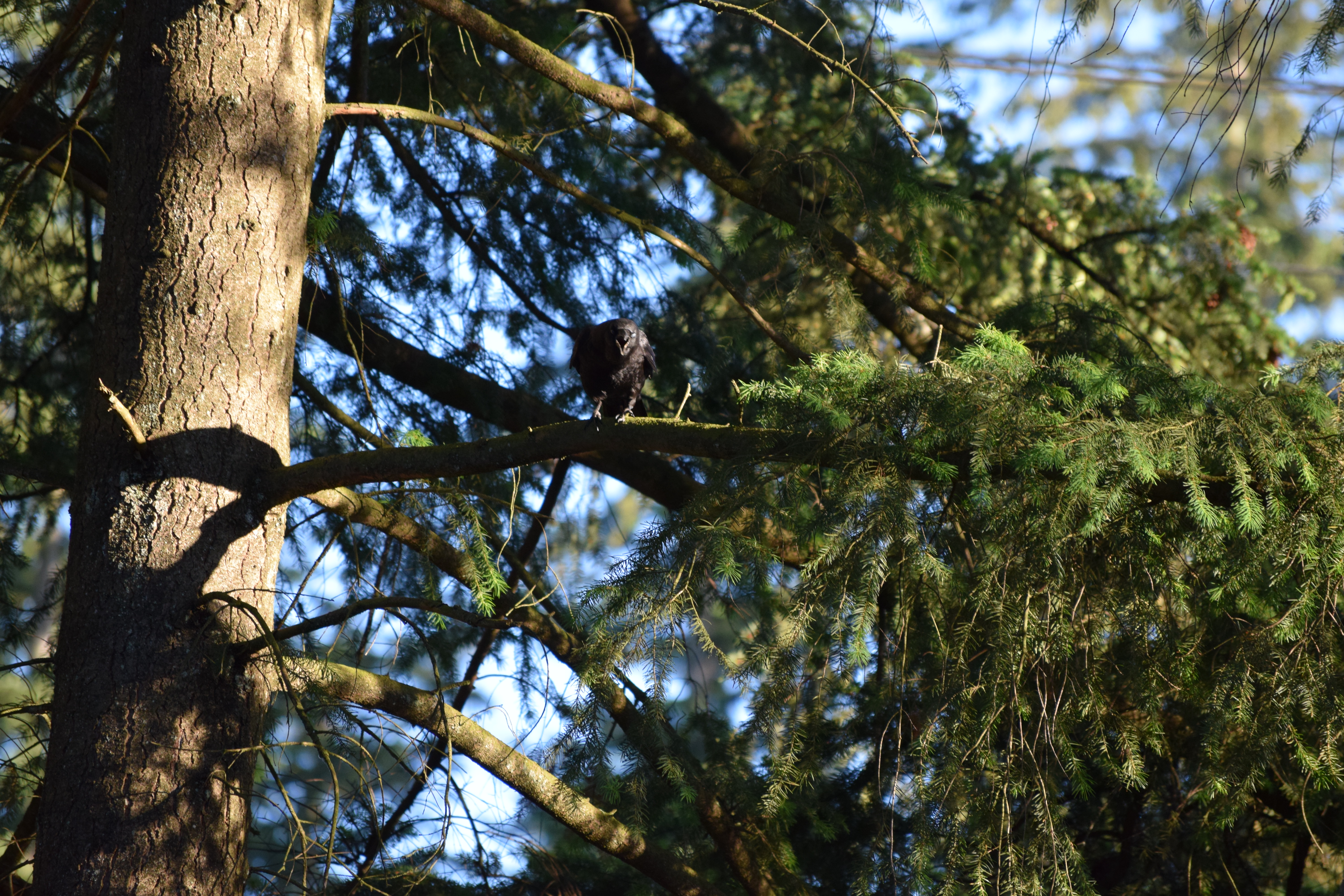
زاغ أمريكي يجلس على فرع تنوب دوغلاس وهو يصيح على المصور. منطقة سياتل، واشنطن (ولاية).
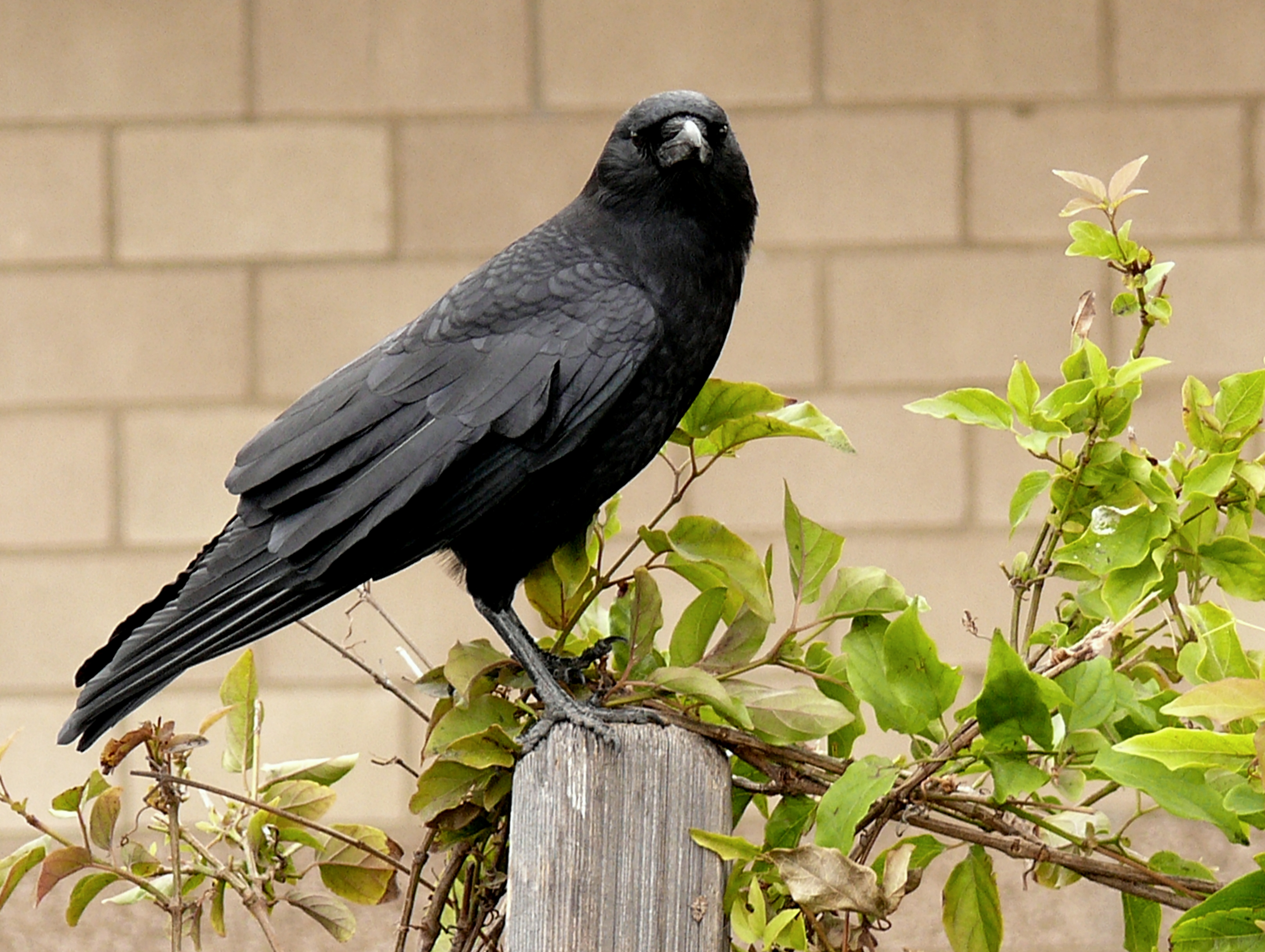
زاغ أمريكي.
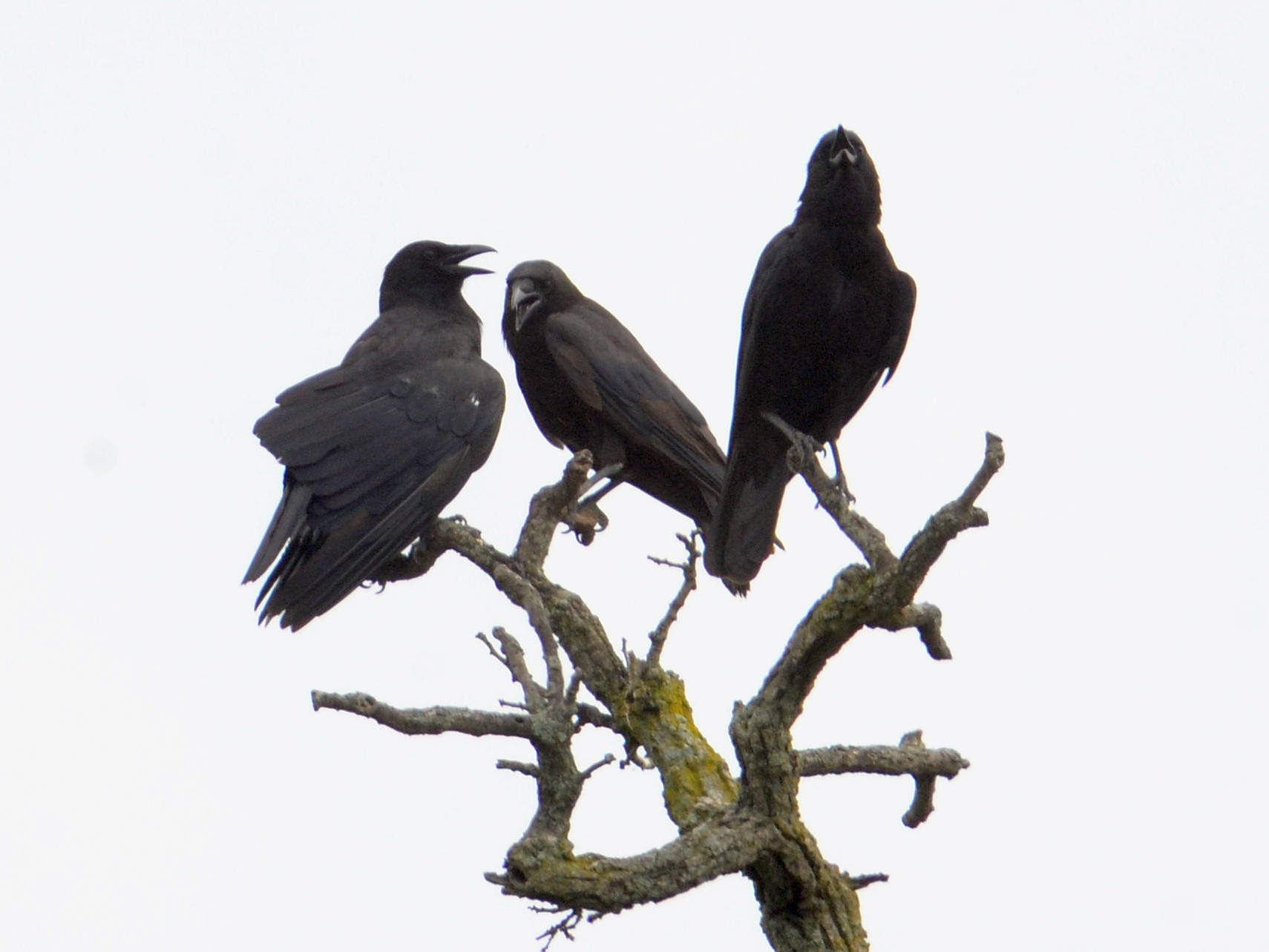
زيغان أمريكية في أعلى شجرة.
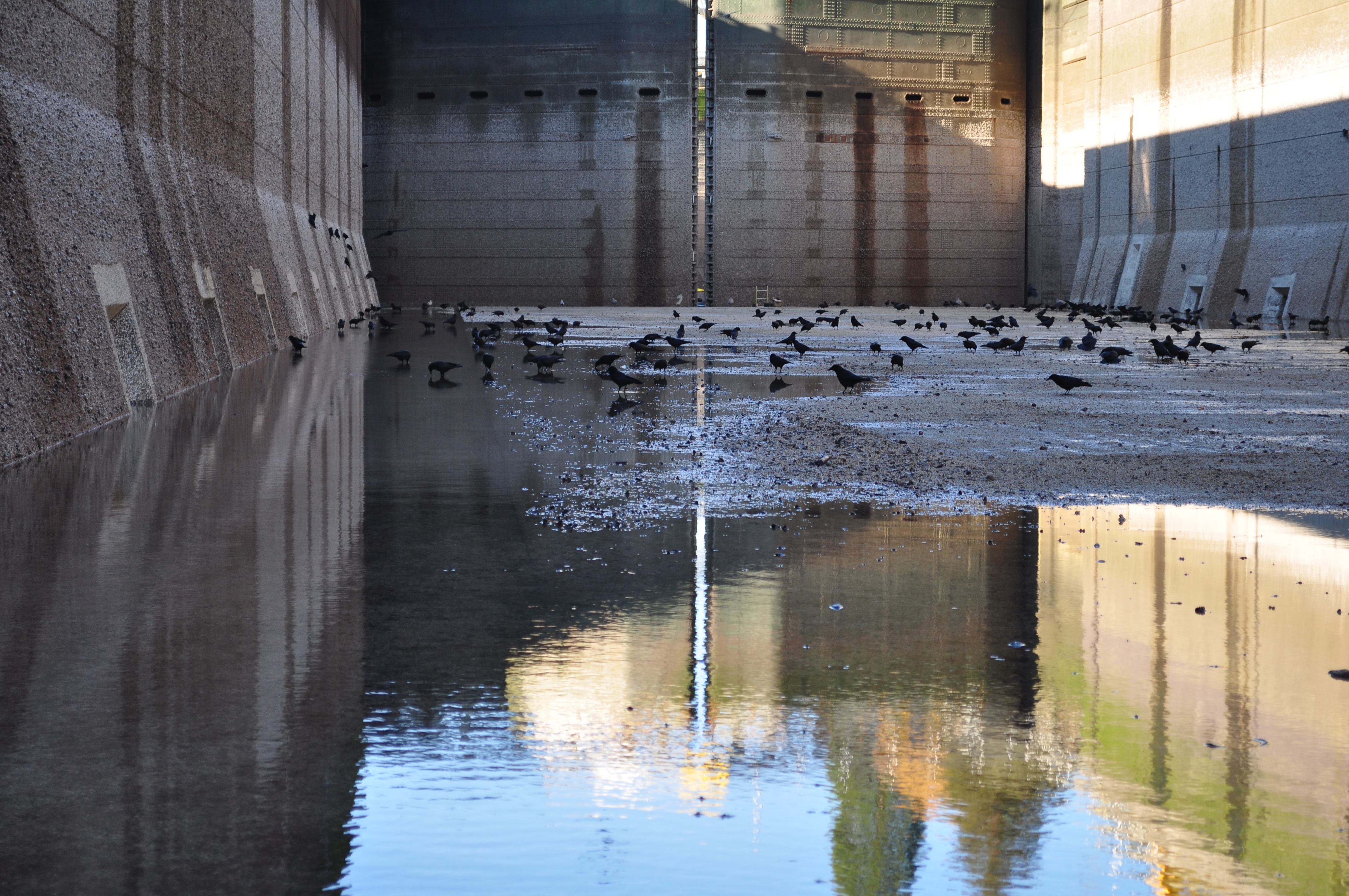
زيغان أمريكية.
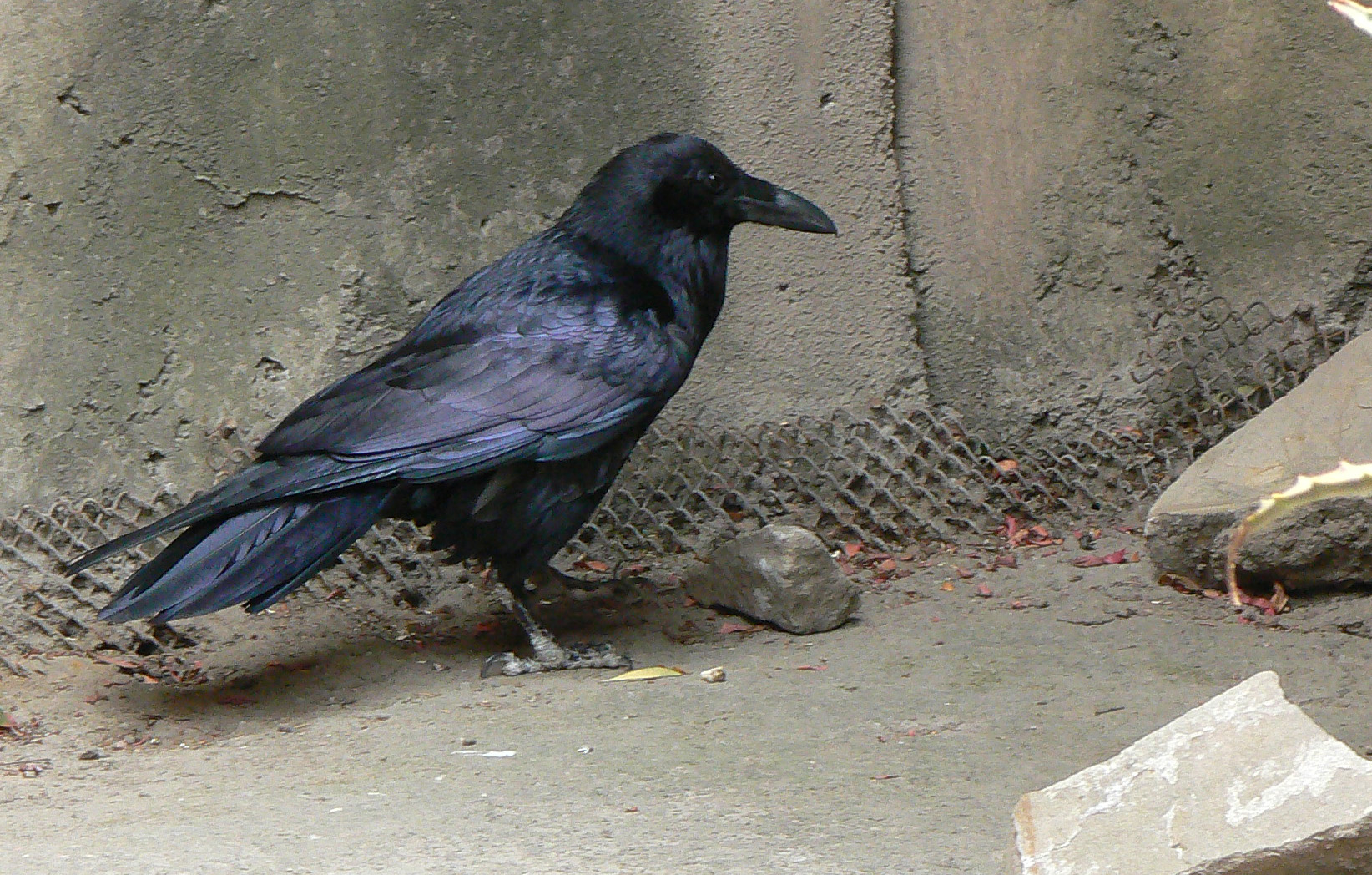
زاغ أمريكي في حديقة حيوان في المكسيك.
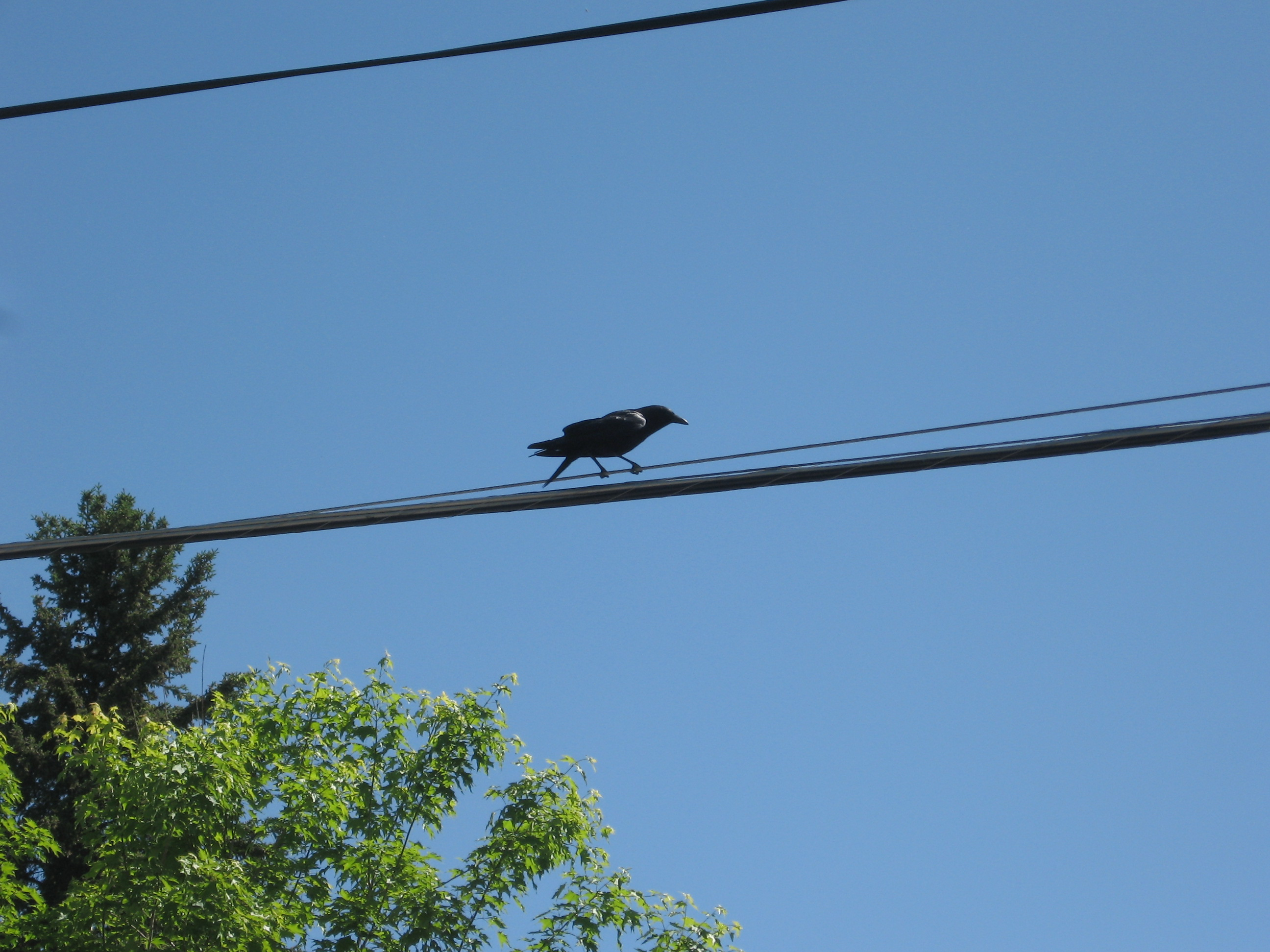
زاغ أمريكي يمشي على سلك كهربائي في بوزيمان.
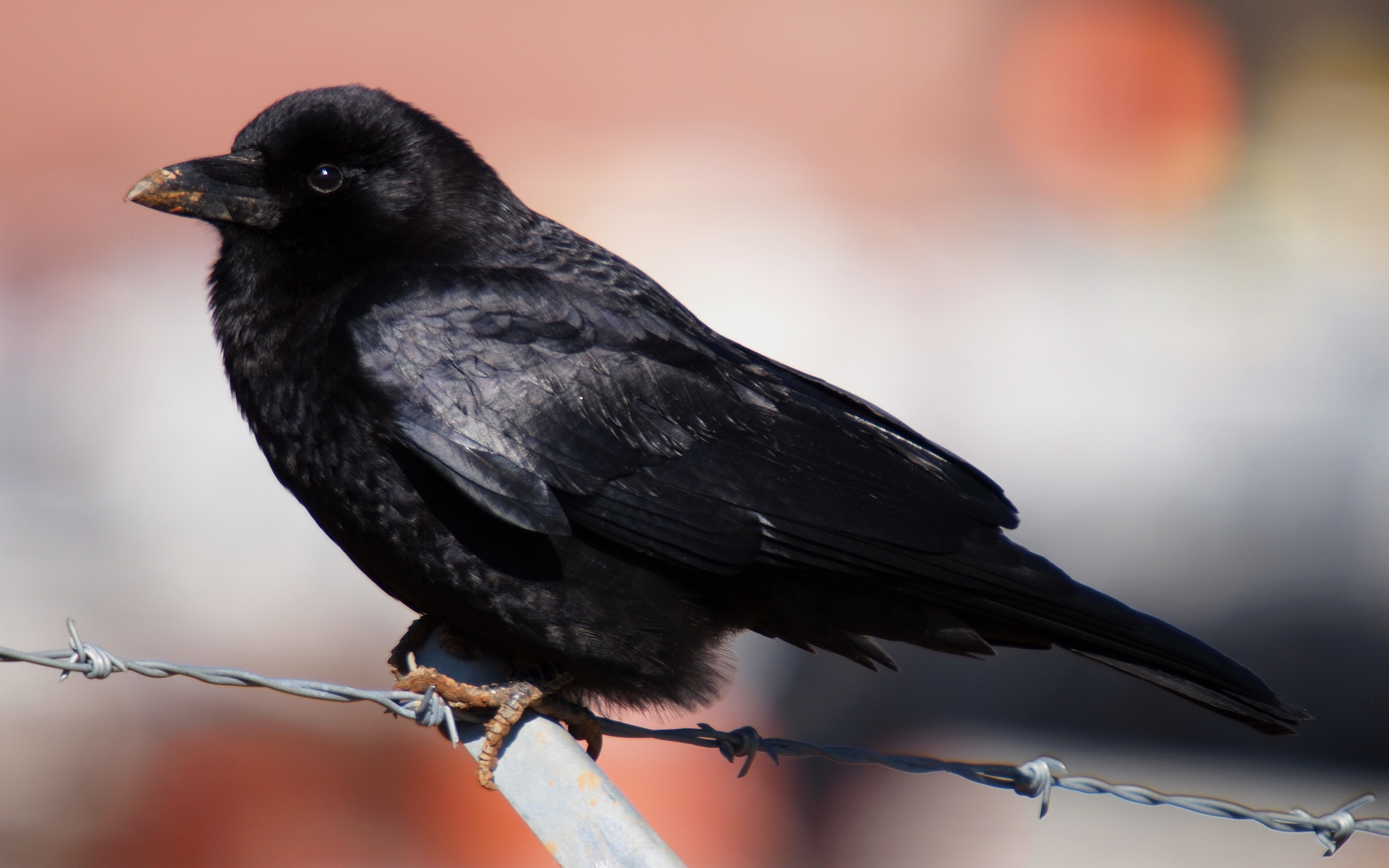
زاغ أمريكي في مقاطعة كليفلاند (كارولاينا الشمالية).
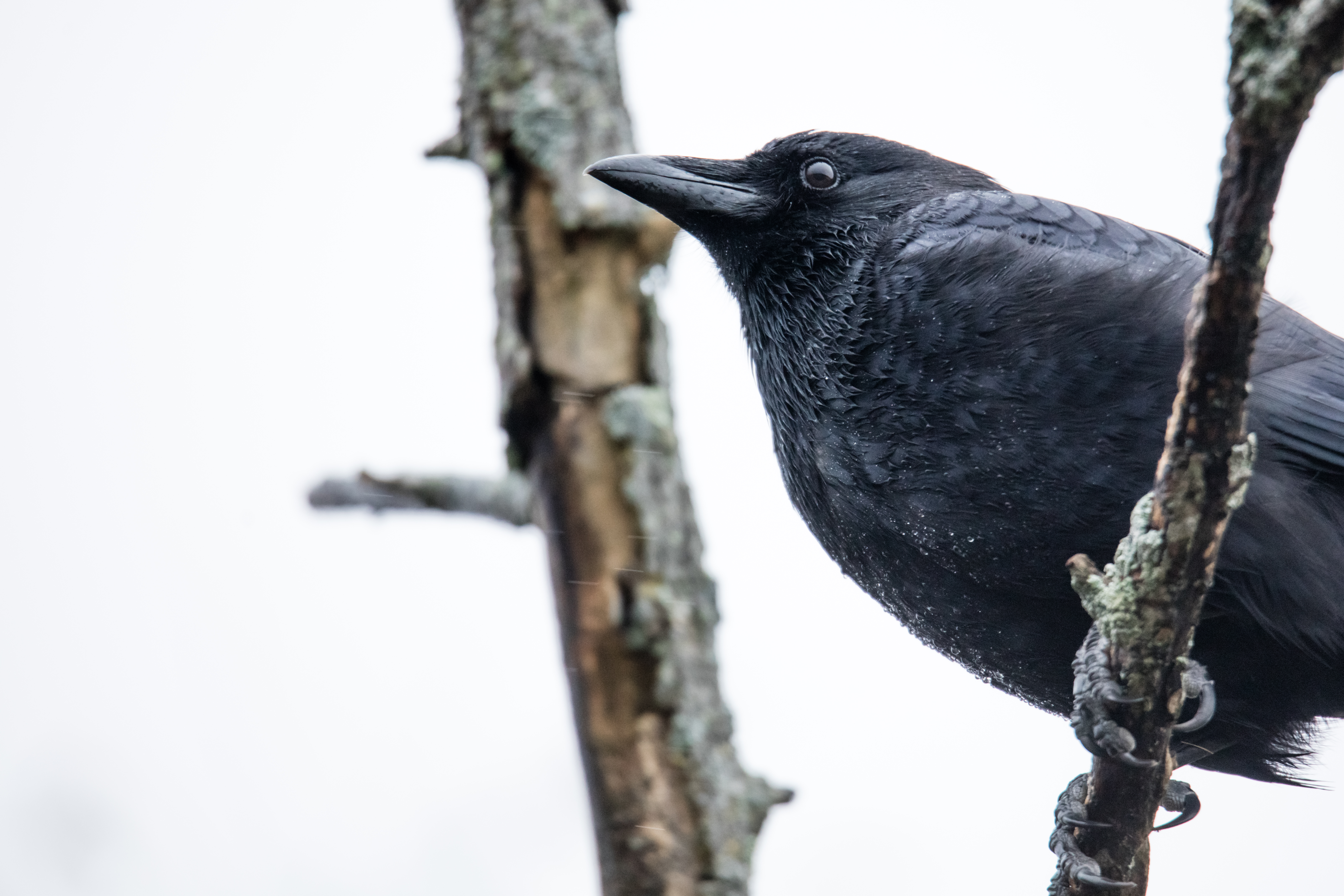
زاغ أمريكي.
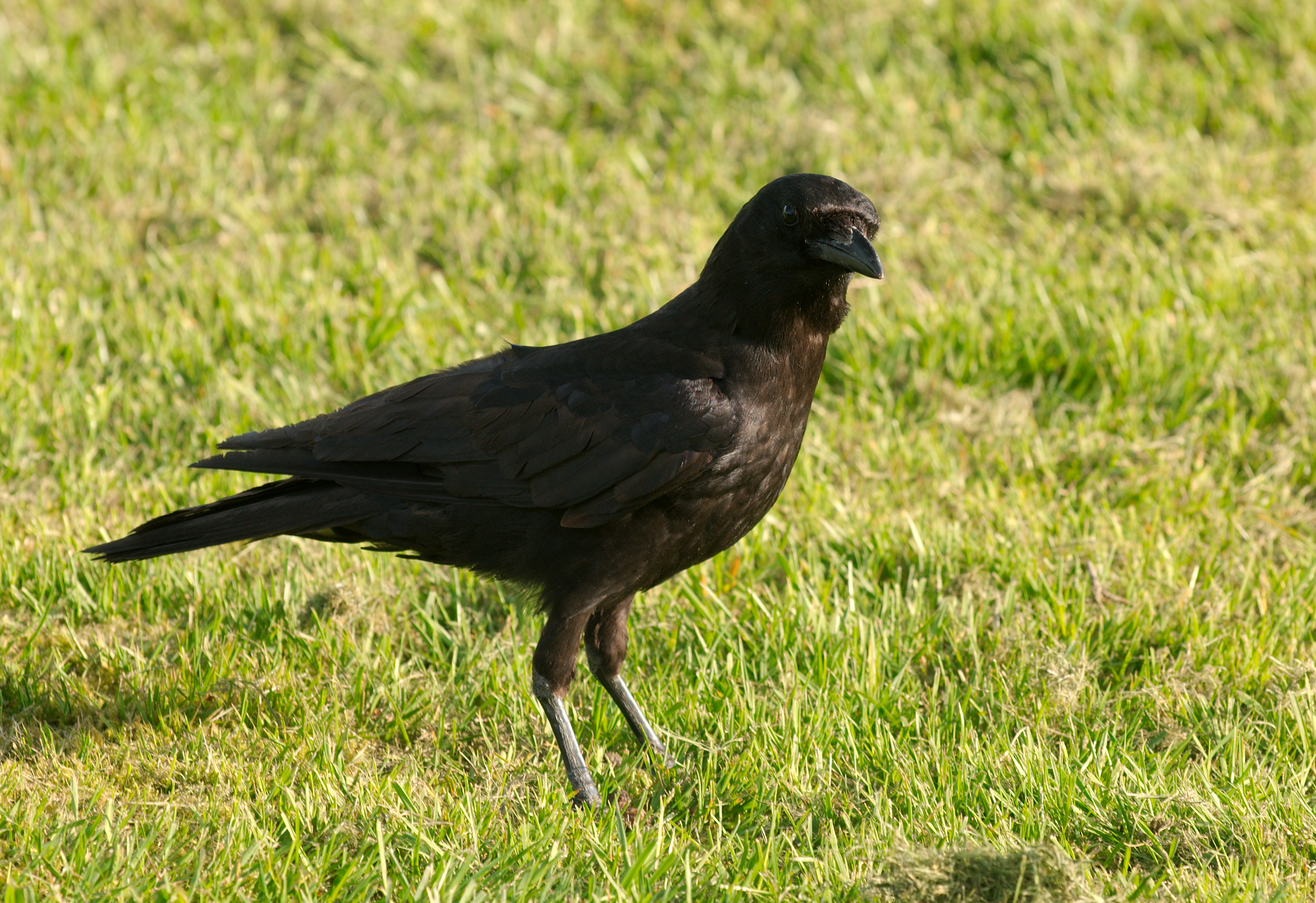
زاغ أمريكي في حديقة ماريمور.